# Lista monumentelor istorice din județul Harghita

Simbol utilizat pentru monumente istorice

Lista monumentelor istorice din județul Harghita cuprinde monumentele istorice din județul Harghita înscrise în Patrimoniul cultural național al României. Lista completă este menținută și actualizată periodic de către Ministerul Culturii, Cultelor și Patrimoniului Național din România, ultima versiune datând din 2015.
| Cod LMI                                                         | Denumire                                                                                    | Localitate                                                     | Localizare | Datare, Creatori                                                       | Imagine               | Erori             |
| --------------------------------------------------------------- | ------------------------------------------------------------------------------------------- | -------------------------------------------------------------- | --- | ---------------------------------------------------------------------- | --------------------- | ----------------- |
| HR-I-s-B-12641 (RAN: 83366.05)                                  | Cetatea Jigodin I                                                                           | municipiul Miercurea Ciuc                                      | „Malomföld” (Terenul Morii), înintravilan 46.34748°N 25.81065°E | sec. I. a. Chr. - I. p. Chr., Latène, Cultura geto-dacică              |                       | Raportează eroare |
| HR-I-s-B-12642 (RAN: 83366.04)                                  | Cetatea Harom (Jigodin II)                                                                  | municipiul Miercurea Ciuc                                      | „Harom”, cartier Jigodin 46.31699°N 25.78701°E |                                                                        | Încarcă foto \| video | Raportează eroare |
| HR-I-m-A-12642.01                                               | Cetate                                                                                      | municipiul Miercurea Ciuc                                      | „Harom”, cartier Jigodin | sec. XII - XIII                                                        | Încarcă foto \| video | Raportează eroare |
| HR-I-m-A-12642.02                                               | Cetate                                                                                      | municipiul Miercurea Ciuc                                      | „Harom”, cartier Jigodin | sec. III a. Chr. - I. p. Chr., Latène, Cultura geto-dacică             | Încarcă foto \| video | Raportează eroare |
| HR-I-s-A-12643 (RAN: 83366.03)                                  | Cetatea Kisvár (Jigodin III)                                                                | municipiul Miercurea Ciuc                                      | „Kisvártető” (Piscul Cetății Mici), cartier Jigodin 46.33865°N 25.80151°E |                                                                        |                       | Raportează eroare |
| HR-I-m-A-12643.01 (RAN: 83366.03.03)                            | Locuire                                                                                     | municipiul Miercurea Ciuc                                      | „Kisvártető” (Piscul Cetății Mici), cartier Jigodin 46.33865°N 25.80151°E | Epoca medievală timpurie                                               | Încarcă foto \| video | Raportează eroare |
| HR-I-m-A-12643.02 (RAN: 83366.03.02)                            | Locuire                                                                                     | municipiul Miercurea Ciuc                                      | „Kisvártető” (Piscul Cetății Mici), cartier Jigodin 46.33865°N 25.80151°E | sec. III p. Chr., Epoca romană                                         | Încarcă foto \| video | Raportează eroare |
| HR-I-m-A-12643.03 (RAN: 83366.03.01)                            | Fortificație de lemn (palisadă)                                                             | municipiul Miercurea Ciuc                                      | „Kisvártető” (Piscul Cetății Mici), cartier Jigodin 46.33865°N 25.80151°E | sec. II a. Chr.-I p. Chr., Latène, Cultura geto-dacică                 | Încarcă foto \| video | Raportează eroare |
| HR-I-m-A-12643.04                                               | Descoperire                                                                                 | municipiul Miercurea Ciuc                                      | „Kisvártető” (Piscul Cetății Mici), cartier Jigodin | Epoca bronzului mijlociu, Cultura Wietenberg                           | Încarcă foto \| video | Raportează eroare |
| HR-I-s-B-12644 (RAN: 83339.04)                                  | Fortificațiile de pe Șumuleu Mare                                                           | municipiul Miercurea Ciuc                                      | „Nagysomlyó – Sóvár” (Mt. Șumuleu Mare – Cetatea de Sare), cartier Șumuleu 46.3731°N 25.84411°E |                                                                        | Încarcă foto \| video | Raportează eroare |
| HR-I-m-B-12644.01                                               | Turn                                                                                        | municipiul Miercurea Ciuc                                      | „Nagysomlyó – Sóvár” (Mt. Șumuleu Mare – Cetatea de Sare), cartier Șumuleu | sec. XVII, Epoca medievală                                             | Încarcă foto \| video | Raportează eroare |
| HR-I-m-B-12644.02                                               | Cetate (Cetatea de Sare)                                                                    | municipiul Miercurea Ciuc                                      | „Nagysomlyó – Sóvár” (Mt. Șumuleu Mare – Cetatea de Sare), cartier Șumuleu | Preistorie                                                             | Încarcă foto \| video | Raportează eroare |
| HR-I-s-B-12645 (RAN: 85145.01)                                  | Situl arheologic Aluniș – Kisvár                                                            | sat Aluniș; comuna Mugeni                                      | „Kisvár” (Cetățuia), dealul Leș, pe malul drept al Târnavei Mari, la intrarea în defileul dintre Dejuțiu și Porumbenii Mari                                                                               | Epoca bronzului                                                        | Încarcă foto \| video | Raportează eroare |
| HR-I-s-B-12646 (RAN: 85145.02)                                  | Situl arheologic Aluniș – Vágás                                                             | sat Aluniș; comuna Mugeni                                      | „Vágás” (Tăietura), la mijlocul pantei Dealului Leș | Epoca bronzului                                                        | Încarcă foto \| video | Raportează eroare |
| HR-I-s-B-12648 (RAN: 84950.03)                                  | Castellum pe limesul Daciei romane                                                          | sat Bădeni; comuna Mărtiniș                                    | | sec. II - III p. Chr., Epoca romană                                    | Încarcă foto \| video | Raportează eroare |
| HR-I-s-B-12649 (RAN: 84950.02)                                  | Cetatea „Bágyi vár”                                                                         | sat Bădeni; comuna Mărtiniș                                    | „Vártető” (Dealul Cetății), cetatea Bagy 46.22682°N 25.35109°E | sec. XVII, Epoca medievală                                             | Încarcă foto \| video | Raportează eroare |
| HR-I-m-B-12649.01 (RAN: 84950.02.02)                            | Cetate                                                                                      | sat Bădeni; comuna Mărtiniș                                    | „Vártető” (Dealul Cetății), cetatea Bagy 46.22682°N 25.35109°E | sec. XVII, Epoca medievală                                             | Încarcă foto \| video | Raportează eroare |
| HR-I-m-B-12649.02 (RAN: 84950.02.01)                            | Locuire                                                                                     | sat Bădeni; comuna Mărtiniș                                    | „Vártető” (Dealul Cetății), cetatea Bagy 46.22682°N 25.35109°E | 601-700                                                                | Încarcă foto \| video | Raportează eroare |
| HR-I-m-B-12649.03                                               | Locuire și fortificație                                                                     | sat Bădeni; comuna Mărtiniș                                    | „Vártető” (Dealul Cetății), cetatea Bagy | sec. I a. Chr-sec. I p. Chr, Epoca dacică                              | Încarcă foto \| video | Raportează eroare |
| HR-I-s-B-12650 (RAN: 83767.01)                                  | Burgus roman de la Băile Homorod                                                            | localitatea Băile Homorod; oraș Vlăhița                        | „Földvár”, promontoriul Terasa Homorodului, la confluența dintrepârâul Cetății și V Homorodului | sec. II p. Chr., Epoca romană                                          | Încarcă foto \| video | Raportează eroare |
| HR-I-s-B-12651 (RAN: 83767.02)                                  | Burgusromande la Băile Homorod                                                              | localitatea Băile Homorod; oraș Vlăhița                        | „Földvár”, promontoriu la bifurcația Văii Seci, la o distanță de 200 m de fortificația de la Pârâul Cetății                                                                                               | sec. II p. Chr., Epoca romană                                          | Încarcă foto \| video | Raportează eroare |
| HR-I-s-B-12653 (RAN: 85163.01)                                  | Situl arheologic Betești - Köleskert                                                        | sat Betești; oraș Cristuru Secuiesc                            | „Köleskert – Egertó (Kereksás)”, în vatra satului, pe malul stâng al Târnavei Mari, pe ogorul lui Szecsi Domokos și al vecinilor săi                                                                      |                                                                        | Încarcă foto \| video | Raportează eroare |
| HR-I-m-B-12653.01 (RAN: 85163.01.01)                            | Așezare                                                                                     | sat Betești; oraș Cristuru Secuiesc                            | „Köleskert – Egertó (Kereksás)”, în vatra satului, pe malul stâng al Târnavei Mari, pe ogorul lui Szecsi Domokos și al vecinilor săi                                                                      | sec. VII - VIII, Epoca migrațiilor                                     | Încarcă foto \| video | Raportează eroare |
| HR-I-m-B-12653.02 (RAN: 85163.01.04)                            | Așezare                                                                                     | sat Betești; oraș Cristuru Secuiesc                            | „Köleskert – Egertó (Kereksás)”, în vatra satului, pe malul stâng al Târnavei Mari, pe ogorul lui Szecsi Domokos și al vecinilor săi                                                                      | sec. I a. Chr, Latène                                                  | Încarcă foto \| video | Raportează eroare |
| HR-I-m-B-12653.03                                               | Așezare                                                                                     | sat Betești; oraș Cristuru Secuiesc                            | „Köleskert – Egertó (Kereksás)”, în vatra satului, pe malul stâng al Târnavei Mari, pe ogorul lui Szecsi Domokos și al vecinilor săi                                                                      | Epoca bronzului, Cultura Wietenberg                                    | Încarcă foto \| video | Raportează eroare |
| HR-I-s-B-12654 (RAN: 84843.01)                                  | Situl arheologic de la Bisericani                                                           | sat Bisericani; comuna Lupeni                                  | „Baknyatető” |                                                                        | Încarcă foto \| video | Raportează eroare |
| HR-I-m-B-12654.01 (RAN: 84843.01.02)                            | Așezare                                                                                     | sat Bisericani; comuna Lupeni                                  | „Baknyatető” | Hallstatt                                                              | Încarcă foto \| video | Raportează eroare |
| HR-I-m-B-12654.02 (RAN: 84843.01.01)                            | Așezare                                                                                     | sat Bisericani; comuna Lupeni                                  | „Baknyatető” | Epoca bronzului                                                        | Încarcă foto \| video | Raportează eroare |
| HR-I-s-A-12656 (RAN: 85653.01)                                  | Cetatea Ciceului                                                                            | sat Ciceu; comuna Ciceu                                        | „Vármező” 46.39206°N 25.70307°E |                                                                        | Încarcă foto \| video | Raportează eroare |
| HR-I-m-A-12656.01 (RAN: 85653.01.02)                            | Cetate                                                                                      | sat Ciceu; comuna Ciceu                                        | „Vármező” 46.39206°N 25.70307°E | sec. XII-XIII, Epoca medievală                                         | Încarcă foto \| video | Raportează eroare |
| HR-I-m-A-12656.02 (RAN: 85653.01.01)                            | Cetate                                                                                      | sat Ciceu; comuna Ciceu                                        | „Vármező” 46.39206°N 25.70307°E | sec. II a. Chr-I p. Chr, Latène                                        | Încarcă foto \| video | Raportează eroare |
| HR-I-s-B-12709 (RAN: 85797.01)                                  | Situl arheologic Ciucani                                                                    | sat Ciucani; comuna Sânmartin                                  | „Borvízkert”, în zona izvorului de apă minerală 46.25489°N 25.95745°E |                                                                        | Încarcă foto \| video | Raportează eroare |
| HR-I-m-B-12709.01                                               | Așezare                                                                                     | sat Ciucani; comuna Sânmartin                                  | „Borvízkert”, în zona izvorului de apă minerală | sec. II a. Chr. - I. p. Chr., Latène                                   | Încarcă foto \| video | Raportează eroare |
| HR-I-m-B-12709.02                                               | Așezare                                                                                     | sat Ciucani; comuna Sânmartin                                  | „Borvízkert”, în zona izvorului de apă minerală | Hallstatt                                                              | Încarcă foto \| video | Raportează eroare |
| HR-I-m-B-12709.03                                               | Așezare                                                                                     | sat Ciucani; comuna Sânmartin                                  | „Borvízkert”, în zona izvorului de apă minerală | Epoca bronzului, Cultura Wietenberg                                    | Încarcă foto \| video | Raportează eroare |
| HR-I-s-B-12657 (RAN: 83990.01)                                  | Situl arheologic Ciucsângeorgiu - Potovszky-kert                                            | sat Ciucsângeorgiu; comuna Ciucsângeorgiu                      | „Potovszky-kert” (Grădina Potovszky) – Parohia romano-catolică |                                                                        | Încarcă foto \| video | Raportează eroare |
| HR-I-m-B-12657.01 (RAN: 83990.01.05)                            | Așezare                                                                                     | sat Ciucsângeorgiu; comuna Ciucsângeorgiu                      | „Potovszky-kert” (Grădina Potovszky) – Parohia romano-catolică | Epoca medievală                                                        | Încarcă foto \| video | Raportează eroare |
| HR-I-m-B-12657.02 (RAN: 83990.01.04)                            | Așezare                                                                                     | sat Ciucsângeorgiu; comuna Ciucsângeorgiu                      | „Potovszky-kert” (Grădina Potovszky) – Parohia romano-catolică | Hallstatt timpuriu                                                     | Încarcă foto \| video | Raportează eroare |
| HR-I-m-B-12657.03 (RAN: 83990.01.03)                            | Așezare                                                                                     | sat Ciucsângeorgiu; comuna Ciucsângeorgiu                      | „Potovszky-kert” (Grădina Potovszky) – Parohia romano-catolică | Epoca bronzului                                                        | Încarcă foto \| video | Raportează eroare |
| HR-I-m-B-12657.04 (RAN: 83990.01.02)                            | Așezare                                                                                     | sat Ciucsângeorgiu; comuna Ciucsângeorgiu                      | „Potovszky-kert” (Grădina Potovszky) – Parohia romano-catolică | Eneolitic, Cultura Cucuteni - Ariușd                                   | Încarcă foto \| video | Raportează eroare |
| HR-I-m-B-12657.05 (RAN: 83990.01.01)                            | Așezare                                                                                     | sat Ciucsângeorgiu; comuna Ciucsângeorgiu                      | „Potovszky-kert” (Grădina Potovszky) – Parohia romano-catolică | Neolitic târziu, Cultura Precucuteni                                   | Încarcă foto \| video | Raportează eroare |
| HR-I-m-B-12657.06                                               | Așezare                                                                                     | sat Ciucsângeorgiu; comuna Ciucsângeorgiu                      | „Potovszky-kert” (Grădina Potovszky) – Parohia romano-catolică | Neolitic mijlociu, Cultura ceramicii lineare                           | Încarcă foto \| video | Raportează eroare |
| HR-I-s-B-12658 (RAN: 84184.01)                                  | Cetatea Firtos                                                                              | sat Corund; comuna Corund                                      | „Vártető” | Epoca medievală timpurie                                               | Încarcă foto \| video | Raportează eroare |
| HR-I-m-B-12658.01 (RAN: 84184.01.03)                            | Capela Sf. Ioan Botezătorul                                                                 | sat Corund; comuna Corund                                      | „Vártető” | sec. XVIII, Epoca modernă                                              | Încarcă foto \| video | Raportează eroare |
| HR-I-m-B-12658.02 (RAN: 84184.01.01)                            | Cetatea Firtos                                                                              | sat Corund; comuna Corund                                      | „Vártető” | sec. XV, Epoca medievală                                               | Încarcă foto \| video | Raportează eroare |
| HR-I-m-B-12658.03 (RAN: 84184.01.02)                            | Capelă                                                                                      | sat Corund; comuna Corund                                      | „Vártető” | sec. XIII, Epoca medievală                                             | Încarcă foto \| video | Raportează eroare |
| HR-I-s-B-12659 (RAN: 85813.01)                                  | Situl arheologic Cozmeni - Kőházkert                                                        | sat Cozmeni; comuna Cozmeni                                    | „Kőházkert”, str. Nemes, în spatele casei cu nr. 104 |                                                                        | Încarcă foto \| video | Raportează eroare |
| HR-I-m-B-12659.01 (RAN: 85813.01.02)                            | Curia familiei Becz                                                                         | sat Cozmeni; comuna Cozmeni                                    | „Kőházkert”, str. Nemes, în spatele casei cu nr. 104 | sec. XV-XVI, Epoca medievală                                           | Încarcă foto \| video | Raportează eroare |
| HR-I-m-B-12659.02 (RAN: 85813.01.01)                            | Așezare                                                                                     | sat Cozmeni; comuna Cozmeni                                    | „Kőházkert”, str. Nemes, în spatele casei cu nr. 104 | sec. I a. Chr.-I p. Chr., Latène, Cultura geto-dacică                  | Încarcă foto \| video | Raportează eroare |
| HR-I-s-B-12660 (RAN: 85261.01)                                  | Situl arheologic de la Crăciunel                                                            | sat Crăciunel; comuna Ocland                                   | „Belmező”, la marginea intravilanului | sec. II - III p. Chr.                                                  | Încarcă foto \| video | Raportează eroare |
| HR-I-m-B-12660.01 (RAN: 85261.01.02)                            | Așezare                                                                                     | sat Crăciunel; comuna Ocland                                   | „Belmező”, la marginea intravilanului | sec. II - III p. Chr., Epoca romană                                    | Încarcă foto \| video | Raportează eroare |
| HR-I-m-B-12660.02 (RAN: 85261.01.01)                            | Așezare                                                                                     | sat Crăciunel; comuna Ocland                                   | „Belmező”, la marginea intravilanului | Epoca bronzului                                                        | Încarcă foto \| video | Raportează eroare |
| HR-I-s-B-12661 (RAN: 83534.01)                                  | Situl arheologic Cristuru Secuiesc - Felső-lok                                              | oraș Cristuru Secuiesc                                         | „Felső-lok”, pe terasa pârâului Gagy din apropierea orașului | sec. II - III p. Chr.                                                  | Încarcă foto \| video | Raportează eroare |
| HR-I-m-B-12661.01 (RAN: 83534.01.02)                            | Așezare                                                                                     | oraș Cristuru Secuiesc                                         | „Felső-lok”, pe terasa pârâului Gagy din apropierea orașului 46.30028°N 25.02833°E | sec. IV - V p. Chr., Epoca post-romană                                 | Încarcă foto \| video | Raportează eroare |
| HR-I-m-B-12661.02 (RAN: 83534.01.01)                            | Descoperire                                                                                 | oraș Cristuru Secuiesc                                         | „Felső-lok”, pe terasa pârâului Gagy din apropierea orașului 46.30028°N 25.02833°E | sec. II - III p. Chr., Epoca romană                                    | Încarcă foto \| video | Raportează eroare |
| HR-I-s-B-12662 (RAN: 83534.02)                                  | Situl arheologic Cristuru Secuiesc – Fenyő-alja                                             | oraș Cristuru Secuiesc                                         | „Fenyő-alja” |                                                                        | Încarcă foto \| video | Raportează eroare |
| HR-I-m-B-12662.01 (RAN: 83534.02.05)                            | Așezare                                                                                     | oraș Cristuru Secuiesc                                         | „Fenyő-alja” 46.27472°N 25.03972°E | sec. VII - VIII, Epoca migrațiilor                                     | Încarcă foto \| video | Raportează eroare |
| HR-I-m-B-12662.02 (RAN: 83534.02.04)                            | Așezare                                                                                     | oraș Cristuru Secuiesc                                         | „Fenyő-alja” 46.27472°N 25.03972°E | Latène, Cultura geto-dacică                                            | Încarcă foto \| video | Raportează eroare |
| HR-I-m-B-12662.03 (RAN: 83534.02.03)                            | Așezare                                                                                     | oraș Cristuru Secuiesc                                         | „Fenyő-alja” 46.27472°N 25.03972°E | Epoca bronzului târziu                                                 | Încarcă foto \| video | Raportează eroare |
| HR-I-m-B-12662.04 (RAN: 83534.02.02)                            | Așezare                                                                                     | oraș Cristuru Secuiesc                                         | „Fenyő-alja” 46.27472°N 25.03972°E | Eneolitic, Cultura Ariușd-Cucuteni, cultura Bodrogkeresztúr            | Încarcă foto \| video | Raportează eroare |
| HR-I-m-B-12662.05 (RAN: 83534.02.01)                            | Așezare                                                                                     | oraș Cristuru Secuiesc                                         | „Fenyő-alja” 46.27472°N 25.03972°E | Neolitic, Cultura Vinča                                                | Încarcă foto \| video | Raportează eroare |
| HR-I-s-B-12663 (RAN: 83534.22)                                  | Situl arheologic Cristuru Secuiesc - Melegvölgy                                             | oraș Cristuru Secuiesc                                         | „Melegvölgy” (Szénamező, Várpataka), valea pârâului Cetății, la marginea orașului |                                                                        | Încarcă foto \| video | Raportează eroare |
| HR-I-m-B-12663.01 (RAN: 83534.23.03)                            | Așezare                                                                                     | oraș Cristuru Secuiesc                                         | „Melegvölgy” (Szénamező, Várpataka), valea pârâului Cetății, la marginea orașului 46.27639°N 25.04472°E                                                                                                   | sec. VII - VIII, Epoca migrațiilor                                     | Încarcă foto \| video | Raportează eroare |
| HR-I-m-B-12663.02 (RAN: 83534.23.02)                            | Așezare                                                                                     | oraș Cristuru Secuiesc                                         | „Melegvölgy” (Szénamező, Várpataka), valea pârâului Cetății, la marginea orașului 46.27639°N 25.04472°E                                                                                                   | sec. I a. Chr-I p. Chr, Latène                                         | Încarcă foto \| video | Raportează eroare |
| HR-I-m-B-12663.03 (RAN: 83534.23.01)                            | Așezare                                                                                     | oraș Cristuru Secuiesc                                         | „Melegvölgy” (Szénamező, Várpataka), valea pârâului Cetății, la marginea orașului 46.27639°N 25.04472°E                                                                                                   | Epoca bronzului, Cultura Wietenberg                                    | Încarcă foto \| video | Raportează eroare |
| HR-I-s-B-12664 (RAN: 84273.01)                                  | Așezarea fortificată Dealu - Mákvára                                                        | sat Dealu; comuna Dealu                                        | „Mákvára” (Cetatea Macului), la 4 km NE de sat | Epoca bronzului, Cultura Wietenberg                                    | Încarcă foto \| video | Raportează eroare |
| HR-I-s-B-12665 (RAN: 85172.01)                                  | Situl arheologic Dejuțiu - Kerekhely                                                        | sat Dejuțiu; comuna Mugeni                                     | „Kerekhely” (Locul rotund) |                                                                        | Încarcă foto \| video | Raportează eroare |
| HR-I-m-B-12665.01 (RAN: 85172.01.03)                            | Așezare                                                                                     | sat Dejuțiu; comuna Mugeni                                     | „Kerekhely” (Locul rotund) | sec. XII - XIII, Epoca medievală timpurie                              | Încarcă foto \| video | Raportează eroare |
| HR-I-m-B-12665.02 (RAN: 85172.01.02)                            | Așezare                                                                                     | sat Dejuțiu; comuna Mugeni                                     | „Kerekhely” (Locul rotund) | sec. VI - VII, Epoca migrațiilor                                       | Încarcă foto \| video | Raportează eroare |
| HR-I-m-B-12665.03 (RAN: 85172.01.01)                            | Așezare                                                                                     | sat Dejuțiu; comuna Mugeni                                     | „Kerekhely” (Locul rotund) | sec. III - IV, Epoca post-romană                                       | Încarcă foto \| video | Raportează eroare |
| HR-I-m-B-12665.04 (RAN: 85172.01.04)                            | Așezare                                                                                     | sat Dejuțiu; comuna Mugeni                                     | „Kerekhely” (Locul rotund) | sec. I a. Chr.-I p. Chr., Latène                                       | Încarcă foto \| video | Raportează eroare |
| HR-I-m-B-12665.05 (RAN: 85172.01.05)                            | Așezare                                                                                     | sat Dejuțiu; comuna Mugeni                                     | „Kerekhely” (Locul rotund) | Epoca bronzului                                                        | Încarcă foto \| video | Raportează eroare |
| HR-I-m-B-12665.06 (RAN: 85172.01.06)                            | Așezare                                                                                     | sat Dejuțiu; comuna Mugeni                                     | „Kerekhely” (Locul rotund) | Cultura Coțofeni                                                       | Încarcă foto \| video | Raportează eroare |
| HR-I-m-B-12665.07                                               | Așezare                                                                                     | sat Dejuțiu; comuna Mugeni                                     | „Kerekhely” (Locul rotund) | Eneolitic, Cultura Ariușd-Cucuteni                                     | Încarcă foto \| video | Raportează eroare |
| HR-I-s-B-12666 (RAN: 85617.01)                                  | Situl arheologic Eliseni – Szénásföld-eleje (Ló-temető)                                     | sat Eliseni; comuna Secuieni                                   | „Ló temető”, cimitirul lui Lod, într-o vale laterală în hotarul comunei |                                                                        | Încarcă foto \| video | Raportează eroare |
| HR-I-m-B-12666.01 (RAN: 85617.01.03)                            | Așezare                                                                                     | sat Eliseni; comuna Secuieni                                   | „Ló temető”, cimitirul lui Lod, într-o vale laterală în hotarul comunei | sec. VII - XII, Epoca migrațiilor și epoca medievală timpurie          | Încarcă foto \| video | Raportează eroare |
| HR-I-m-B-12666.02 (RAN: 85617.01.02)                            | Așezare                                                                                     | sat Eliseni; comuna Secuieni                                   | „Ló temető”, cimitirul lui Lod, într-o vale laterală în hotarul comunei | Latène, Cultura geto-dacică                                            | Încarcă foto \| video | Raportează eroare |
| HR-I-m-B-12666.03 (RAN: 85617.01.01)                            | Așezare                                                                                     | sat Eliseni; comuna Secuieni                                   | „Ló temető”, cimitirul lui Lod, într-o vale laterală în hotarul comunei | Epoca bronzului, Cultura Wietenberg, cultura Noua                      | Încarcă foto \| video | Raportează eroare |
| HR-I-m-B-12666.04                                               | Așezare                                                                                     | sat Eliseni; comuna Secuieni                                   | „Ló temető”, cimitirul lui Lod, într-o vale laterală în hotarul comunei | Eneolitic                                                              | Încarcă foto \| video | Raportează eroare |
| HR-I-m-B-12666.05                                               | Așezare                                                                                     | sat Eliseni; comuna Secuieni                                   | „Ló temető”, cimitirul lui Lod, într-o vale laterală în hotarul comunei | Neolitic, Cultura Vinča                                                | Încarcă foto \| video | Raportează eroare |
| HR-I-s-B-12667 (RAN: 84861.01)                                  | Situl arheologic Firtușu - Péterhegyese                                                     | sat Firtușu; comuna Lupeni                                     | „Péterhegyese” - „Felső-tető”, dealul Firtos 46.44191°N 25.14937°E |                                                                        | Încarcă foto \| video | Raportează eroare |
| HR-I-m-B-12667.01 (RAN: 84861.01.01)                            | Capelă                                                                                      | sat Firtușu; comuna Lupeni                                     | „Péterhegyese”, dealul Firtos 46.44191°N 25.14937°E | Epoca medievală                                                        | Încarcă foto \| video | Raportează eroare |
| HR-I-m-B-12667.02 (RAN: 84861.01.02)                            | Așezare                                                                                     | sat Firtușu; comuna Lupeni                                     | „Felső-tető”, dealul Firtos 46.44191°N 25.14937°E | Latène, Cultura geto-dacică                                            | Încarcă foto \| video | Raportează eroare |
| HR-I-m-B-12667.03                                               | Turn de pază                                                                                | sat Firtușu; comuna Lupeni                                     | „Péterhegyese”, dealul Firtos | Epoca romană                                                           | Încarcă foto \| video | Raportează eroare |
| HR-I-s-B-12668 (RAN: 83570.01)                                  | Cetatea Bothvár                                                                             | municipiul Gheorgheni                                          | „Vároldal” 46.43667°N 25.3825°E |                                                                        | Încarcă foto \| video | Raportează eroare |
| HR-I-m-B-12668.01 (RAN: 83570.01.02)                            | Cetate                                                                                      | municipiul Gheorgheni                                          | „Vároldal” 46.43667°N 25.3825°E | sec. XV - XVII, Epoca medievală                                        | Încarcă foto \| video | Raportează eroare |
| HR-I-m-B-12668.02 (RAN: 83570.01.01)                            | Așezare                                                                                     | municipiul Gheorgheni                                          | „Vároldal” 46.43667°N 25.3825°E | Epoca bronzului                                                        | Încarcă foto \| video | Raportează eroare |
| HR-I-s-B-12826                                                  | Ruinele Oficiului de vamă                                                                   | municipiul Gheorgheni                                          | Pricske-Kőházak |                                                                        | Încarcă foto \| video | Raportează eroare |
| HR-I-m-B-12826.01                                               | Fortificație (Fortalitium)                                                                  | municipiul Gheorgheni                                          | Pricske | 1700                                                                   | Încarcă foto \| video | Raportează eroare |
| HR-I-m-B-12826.02                                               | Oficiul de vamă (Contumatz)                                                                 | municipiul Gheorgheni                                          | Pricske-Kőházak | sf. sec. XVI-înc. sec. XIX                                             | Încarcă foto \| video | Raportează eroare |
| HR-I-s-B-12669 (RAN: 84996.01)                                  | Tumulii de la Ghipeș                                                                        | sat Ghipeș; comuna Mărtiniș                                    | „Hegyes”, la cca. 1,7 km V-NV de localitate, în pădure | Preistorie                                                             | Încarcă foto \| video | Raportează eroare |
| HR-I-s-B-12670 (RAN: 83829.01)                                  | Castrul roman și așezarea romană de la Inlăceni                                             | sat Inlăceni; comuna Atid                                      | „Vár” - „Várkert” - „Palota kertje” 46.43223°N 25.12101°E | Epoca romană                                                           | Încarcă foto \| video | Raportează eroare |
| HR-I-m-B-12670.01 (RAN: 83829.01.03)                            | Așezare civilă                                                                              | sat Inlăceni; comuna Atid                                      | „Várkert” (Grădina Cetății), cetate (Vár), la E de sat, la poalele dealului Firtus 46.42661°N 25.12441°E                                                                                                  | Epoca romană                                                           | Încarcă foto \| video | Raportează eroare |
| HR-I-m-B-12670.02 (RAN: 83829.01.01)                            | Castru                                                                                      | sat Inlăceni; comuna Atid                                      | „Vár” (Cetate), la E de sat, lapoalele dealului Firtus 46.42661°N 25.12441°E | Epoca romană                                                           | Încarcă foto \| video | Raportează eroare |
| HR-I-m-B-12670.03 (RAN: 83829.01.02)                            | Termele castrului                                                                           | sat Inlăceni; comuna Atid                                      | „Palota kertje” (Grădina palatului), la E de sat, la poalele dealului Firtus 46.42661°N 25.12441°E | Epoca romană                                                           | Încarcă foto \| video | Raportează eroare |
| HR-I-s-B-12671                                                  | Situl arheologic Lăzarea - Szármány                                                         | sat Lăzarea; comuna Lăzarea                                    | „Szármány”, la V de Castelul Lázár |                                                                        | Încarcă foto \| video | Raportează eroare |
| HR-I-m-B-12671.01                                               | Așezare                                                                                     | sat Lăzarea; comuna Lăzarea                                    | „Szármány”, la V de Castelul Lázár | Epoca medievală târzie                                                 | Încarcă foto \| video | Raportează eroare |
| HR-I-m-B-12671.02                                               | Așezare                                                                                     | sat Lăzarea; comuna Lăzarea                                    | „Szármány”, la V de Castelul Lázár | Epoca medievală timpurie                                               | Încarcă foto \| video | Raportează eroare |
| HR-I-m-B-12671.03                                               | Așezare                                                                                     | sat Lăzarea; comuna Lăzarea                                    | „Szármány”, la V de Castelul Lázár | sec. IV, Epoca post - romană, Cultura Sântana de Mureș - Cerneahov     | Încarcă foto \| video | Raportează eroare |
| HR-I-m-B-12671.04 (RAN: 84601.01.01, 84601.01.05)               | Așezare                                                                                     | sat Lăzarea; comuna Lăzarea                                    | „Szármány”, la V de Castelul Lázár 46.74917°N 25.53111°E | Epoca bronzului                                                        | Încarcă foto \| video | Raportează eroare |
| HR-I-s-B-12672 (RAN: 85724.01)                                  | Situl arheologic Leliceni – Kőhegy                                                          | sat Leliceni; comuna Leliceni                                  | „Kőhegy” (Muntele de piatră), la SV de sat 46.34339°N 25.83445°E |                                                                        | Încarcă foto \| video | Raportează eroare |
| HR-I-m-B-12672.01                                               | Așezare                                                                                     | sat Leliceni; comuna Leliceni                                  | „Kőhegy” (Muntele de piatră), la SV de sat | sec. XIII - XIV, Epoca medievală                                       | Încarcă foto \| video | Raportează eroare |
| HR-I-m-B-12672.02 (RAN: 85724.01.02)                            | Așezare fortificată                                                                         | sat Leliceni; comuna Leliceni                                  | „Kőhegy” (Muntele de piatră), la SV de sat 46.34339°N 25.83445°E | sec. I a. Chr - I p. Chr, Latène                                       | Încarcă foto \| video | Raportează eroare |
| HR-I-m-B-12672.03 (RAN: 85724.01.01)                            | Așezare                                                                                     | sat Leliceni; comuna Leliceni                                  | „Kőhegy” (Muntele de piatră), la SV de sat 46.34339°N 25.83445°E | Hallstatt                                                              | Încarcă foto \| video | Raportează eroare |
| HR-I-m-B-12672.04                                               | Așezare                                                                                     | sat Leliceni; comuna Leliceni                                  | „Kőhegy” (Muntele de piatră), la SV de sat | Epoca bronzului, Cultura Wietenberg                                    | Încarcă foto \| video | Raportează eroare |
| HR-I-m-B-12672.05                                               | Așezare                                                                                     | sat Leliceni; comuna Leliceni                                  | „Kőhegy” (Muntele de piatră), la SV de sat | Epoca bronzului timpuriu, Cultura Jigodin                              | Încarcă foto \| video | Raportează eroare |
| HR-I-m-B-12672.06                                               | Așezare                                                                                     | sat Leliceni; comuna Leliceni                                  | „Kőhegy” (Muntele de piatră), la SV de sat | Cultura Coțofeni                                                       | Încarcă foto \| video | Raportează eroare |
| HR-I-s-B-12673 (RAN: 85724.02)                                  | Situl arheologic Leliceni - Bánátus                                                         | sat Leliceni; comuna Leliceni                                  | „Bánátus” - „Kovácskert” |                                                                        | Încarcă foto \| video | Raportează eroare |
| HR-I-m-B-12673.01                                               | Așezare                                                                                     | sat Leliceni; comuna Leliceni                                  | „Bánátus” - „Kovácskert” | Epoca medievală târzie și epoca modernă                                | Încarcă foto \| video | Raportează eroare |
| HR-I-m-B-12673.02                                               | Așezare                                                                                     | sat Leliceni; comuna Leliceni                                  | „Bánátus” - „Kovácskert” | sec. XII - XIII, Epoca medievală timpurie                              | Încarcă foto \| video | Raportează eroare |
| HR-I-m-B-12673.03                                               | Așezare                                                                                     | sat Leliceni; comuna Leliceni                                  | „Bánátus” - „Kovácskert” | sec. IV, Cultura Sântana de Mureș-Cerneahov                            | Încarcă foto \| video | Raportează eroare |
| HR-I-m-B-12673.04                                               | Așezare                                                                                     | sat Leliceni; comuna Leliceni                                  | „Bánátus” - „Kovácskert” | Latène                                                                 | Încarcă foto \| video | Raportează eroare |
| HR-I-m-B-12673.05                                               | Așezare                                                                                     | sat Leliceni; comuna Leliceni                                  | „Bánátus” - „Kovácskert” | Hallstatt                                                              | Încarcă foto \| video | Raportează eroare |
| HR-I-m-B-12673.06                                               | Așezare                                                                                     | sat Leliceni; comuna Leliceni                                  | „Bánátus” - „Kovácskert” | Epoca bronzului                                                        | Încarcă foto \| video | Raportează eroare |
| HR-I-s-B-12674 (RAN: 85724.03)                                  | Situl arheologic Leliceni - Tilalmas                                                        | sat Leliceni; comuna Leliceni                                  | „Tilalmas tető” (Locul Interzis), la SV de sat | Cultura Coțofeni                                                       | Încarcă foto \| video | Raportează eroare |
| HR-I-s-B-12675 (RAN: 85190.01)                                  | Situl arheologic Lutița – Kétárok-köze                                                      | sat Lutița; comuna Mugeni                                      | „Kétárok köze”, la marginea intravilanului |                                                                        | Încarcă foto \| video | Raportează eroare |
| HR-I-m-B-12675.01 (RAN: 85190.01.01)                            | Așezare                                                                                     | sat Lutița; comuna Mugeni                                      | „Kétárok köze”, la marginea intravilanului | sec. IV p. Chr., Epoca post-romană, Cultura Sântana de Mureș-Cerneahov | Încarcă foto \| video | Raportează eroare |
| HR-I-m-B-12675.02 (RAN: 85190.01.02)                            | Așezare                                                                                     | sat Lutița; comuna Mugeni                                      | „Kétárok köze”, la marginea intravilanului | Epoca bronzului                                                        | Încarcă foto \| video | Raportează eroare |
| HR-I-s-B-12676 (RAN: 84932.01)                                  | Așezare civilă romană de la Mărtiniș                                                        | sat Mărtiniș; comuna Mărtiniș                                  | în intravilan | Epoca romană                                                           | Încarcă foto \| video | Raportează eroare |
| HR-I-s-B-12677 (RAN: 86071.01)                                  | Situl arheologic Medișoru Mare – Borsóföld (Szénakert)                                      | sat Medișoru Mare; comuna Șimonești                            | „Borsóföld” (Pămîntul de mazăre), la extremitatea de S a satului 46.35475°N 25.06788°E |                                                                        | Încarcă foto \| video | Raportează eroare |
| HR-I-m-B-12677.01 (RAN: 86071.01.02)                            | Așezare                                                                                     | sat Medișoru Mare; comuna Șimonești                            | „Borsóföld” (Pămîntul de mazăre), la extremitatea de S a satului 46.35475°N 25.06788°E | sec. VI - VII, Epoca migrațiilor                                       | Încarcă foto \| video | Raportează eroare |
| HR-I-m-B-12677.02 (RAN: 86071.01.04)                            | Așezare                                                                                     | sat Medișoru Mare; comuna Șimonești                            | „Borsóföld” (Pămîntul de mazăre), la extremitatea de S a satului 46.35475°N 25.06788°E | sec. I a. Chr.-I p. Chr., Latène                                       | Încarcă foto \| video | Raportează eroare |
| HR-I-m-B-12677.03 (RAN: 86071.01.01)                            | Așezare                                                                                     | sat Medișoru Mare; comuna Șimonești                            | „Borsóföld” (Pămîntul de mazăre), la extremitatea de S a satului 46.35475°N 25.06788°E | sec. III - II a. Chr., Latène                                          | Încarcă foto \| video | Raportează eroare |
| HR-I-s-B-12678 (RAN: 86071.02)                                  | Situl arheologic Medișoru Mare – Kerek-kert                                                 | sat Medișoru Mare; comuna Șimonești                            | „Kerek-kert” (Grădina rotundă), la 1 km de sat 46.36226°N 25.08095°E |                                                                        | Încarcă foto \| video | Raportează eroare |
| HR-I-m-B-12678.01                                               | Așezare                                                                                     | sat Medișoru Mare; comuna Șimonești                            | „Kerek-kert” (Grădina rotundă), la 1 km de sat | sec. XI - XVII, Epoca medievală                                        | Încarcă foto \| video | Raportează eroare |
| HR-I-m-B-12678.02                                               | Așezare                                                                                     | sat Medișoru Mare; comuna Șimonești                            | „Kerek-kert” (Grădina rotundă), la 1 km de sat | Preistorie                                                             | Încarcă foto \| video | Raportează eroare |
| HR-I-s-B-12679 (RAN: 85065.01)                                  | Situl arheologic Merești –Pipások dombja                                                    | sat Merești; comuna Merești                                    | „Pipások dombja” (Dâmbul Pipașilor), la 734 m deal, la intrarea în Cheile Vîrghișului 46.22765°N 25.50247°E                                                                                               |                                                                        | Încarcă foto \| video | Raportează eroare |
| HR-I-m-B-12679.01 (RAN: 85065.01.04)                            | Așezare                                                                                     | sat Merești; comuna Merești                                    | „Pipások dombja” (Dâmbul Pipașilor), la 734 m deal, la intrarea în Cheile Vîrghișului 46.22765°N 25.50248°E                                                                                               | sec. XII - XIII, Epoca medievală timpurie                              | Încarcă foto \| video | Raportează eroare |
| HR-I-m-B-12679.02 (RAN: 85065.01.03)                            | Așezare                                                                                     | sat Merești; comuna Merești                                    | „Pipások dombja” (Dâmbul Pipașilor), la 734 m deal, la intrarea în Cheile Vîrghișului 46.22765°N 25.50248°E                                                                                               | sec. VII - VIII, Epoca migrațiilor                                     | Încarcă foto \| video | Raportează eroare |
| HR-I-m-B-12679.03 (RAN: 85065.01.02)                            | Așezare fortificată                                                                         | sat Merești; comuna Merești                                    | „Pipások dombja” (Dâmbul Pipașilor), la 734 m deal, la intrarea în Cheile Vîrghișului 46.22765°N 25.50248°E                                                                                               | sec. IIa. Chr-Ip. Chr, Latène, Cultura geto-dacică                     | Încarcă foto \| video | Raportează eroare |
| HR-I-m-B-12679.04 (RAN: 85065.01.05)                            | Așezare fortificată                                                                         | sat Merești; comuna Merești                                    | „Pipások dombja” (Dâmbul Pipașilor), la 734 m deal, la intrarea în Cheile Vîrghișului 46.22765°N 25.50248°E                                                                                               | Hallstatt                                                              | Încarcă foto \| video | Raportează eroare |
| HR-I-m-B-12679.05 (RAN: 85065.01.01)                            | Așezare                                                                                     | sat Merești; comuna Merești                                    | „Pipások dombja” (Dâmbul Pipașilor), la 734 m deal, la intrarea în Cheile Vîrghișului 46.22765°N 25.50248°E                                                                                               | Epoca bronzului, Cultura Wietenberg                                    | Încarcă foto \| video | Raportează eroare |
| HR-I-s-B-12680 (RAN: 85065.02)                                  | Fortificația cu val de pământ Merești - Várhegy                                             | sat Merești; comuna Merești                                    | și sat LUETA, comuna LUETA, „Várhegy” 46.25707°N 25.46639°E | Preistorie                                                             | Încarcă foto \| video | Raportează eroare |
| HR-I-s-B-12681 (RAN: 85083.01)                                  | Stitul arheologic Mihăileni - Kerekparlag                                                   | sat Mihăileni; comuna Mihăileni                                | „Kerekparlag” | sec. I a. Chr.-I p. Chr., Latène, Cultura geto-dacică                  | Încarcă foto \| video | Raportează eroare |
| HR-I-s-B-12682 (RAN: 85083.02)                                  | Așezarea medievală Mihăileni - Cibrefalva                                                   | sat Mihăileni; comuna Mihăileni                                | „Cibre” | sec. XV - XVII, Epoca medievală                                        | Încarcă foto \| video | Raportează eroare |
| HR-I-s-B-12683 (RAN: 85136.01)                                  | Situl arheologic Mugeni – Pagyvan                                                           | sat Mugeni; comuna Mugeni                                      | „Pagyvan”, terasă pe malul Târnavei Mari, aproape de confluența cu pârâul Béta 46.26003°N 25.22986°E |                                                                        | Încarcă foto \| video | Raportează eroare |
| HR-I-m-B-12683.01                                               | Așezare                                                                                     | sat Mugeni; comuna Mugeni                                      | „Pagyvan”, terasă pe malul Tîrnavei Mari, aproape de confluența cu pârâul Béta | Neolitic, Cultura Coțofeni                                             | Încarcă foto \| video | Raportează eroare |
| HR-I-m-B-12683.02                                               | Așezare                                                                                     | sat Mugeni; comuna Mugeni                                      | „Pagyvan”, terasă pe malul Tîrnavei Mari, aproape de confluența cu pârâul Béta | Eneolitic, Cultura Tiszapolgár - Bodrogkeresztúr                       | Încarcă foto \| video | Raportează eroare |
| HR-I-m-B-12683.03                                               | Așezare                                                                                     | sat Mugeni; comuna Mugeni                                      | „Pagyvan”, terasă pe malul Tîrnavei Mari, aproape de confluența cu pârâul Béta | Eneolitic, Cultura Ariușd-Cucuteni                                     | Încarcă foto \| video | Raportează eroare |
| HR-I-s-B-12684 (RAN: 85136.02)                                  | Situl arheologic Mugeni – Ibortöve                                                          | sat Mugeni; comuna Mugeni                                      | „Ibortöve” | Preistorie                                                             | Încarcă foto \| video | Raportează eroare |
| HR-I-m-B-12684.01 (RAN: 85136.02.02)                            | Așezare                                                                                     | sat Mugeni; comuna Mugeni                                      | „Ibortöve” | Epoca daco-romană                                                      | Încarcă foto \| video | Raportează eroare |
| HR-I-m-B-12684.02 (RAN: 85136.02.01)                            | Villa rustica                                                                               | sat Mugeni; comuna Mugeni                                      | „Ibortöve” | Epoca romană                                                           | Încarcă foto \| video | Raportează eroare |
| HR-I-s-B-12685 (RAN: 85136.03)                                  | Situl arheologic Mugeni - Telekkútja                                                        | sat Mugeni; comuna Mugeni                                      | „Telekkútja”, la 3 km S de sat, pe panta nordică a muntelui 46.25555°N 25.22948°E | Hallstatt                                                              | Încarcă foto \| video | Raportează eroare |
| HR-I-s-B-12686 (RAN: 85136.04)                                  | Situl arheologic Mugeni - Vízlok                                                            | sat Mugeni; comuna Mugeni                                      | „Vízlok” 46.26079°N 25.2145°E |                                                                        | Încarcă foto \| video | Raportează eroare |
| HR-I-m-B-12686.01 (RAN: 85136.04.03)                            | Așezare                                                                                     | sat Mugeni; comuna Mugeni                                      | „Vízlok” 46.26079°N 25.2145°E | sec. XI - XII, Epoca medievală timpurie                                | Încarcă foto \| video | Raportează eroare |
| HR-I-m-B-12686.02 (RAN: 85136.04.02)                            | Așezare                                                                                     | sat Mugeni; comuna Mugeni                                      | „Vízlok” 46.26079°N 25.2145°E | sec. VII, Epoca migrațiilor                                            | Încarcă foto \| video | Raportează eroare |
| HR-I-m-B-12686.03 (RAN: 85136.04.05)                            | Așezare                                                                                     | sat Mugeni; comuna Mugeni                                      | „Vízlok” 46.26079°N 25.2145°E | Epoca post-romană, Cultura Sântana de Mureș-Cerneahov                  | Încarcă foto \| video | Raportează eroare |
| HR-I-m-B-12686.04 (RAN: 85136.04.06)                            | Așezare                                                                                     | sat Mugeni; comuna Mugeni                                      | „Vízlok” 46.26079°N 25.2145°E | Hallstatt                                                              | Încarcă foto \| video | Raportează eroare |
| HR-I-m-B-12686.05 (RAN: 85136.04.01)                            | Așezare                                                                                     | sat Mugeni; comuna Mugeni                                      | „Vízlok” 46.26079°N 25.2145°E | Epoca bronzului mijlociu, Cultura Wietenberg                           | Încarcă foto \| video | Raportează eroare |
| HR-I-m-B-12686.06                                               | Așezare                                                                                     | sat Mugeni; comuna Mugeni                                      | „Vízlok” | Eneolitic, Cultura Ariușd-Cucuteni                                     | Încarcă foto \| video | Raportează eroare |
| HR-I-s-B-12687 (RAN: 86099.01)                                  | Situl arheologic Nicoleni – Csűrös-Som-áj                                                   | sat Nicoleni și sat Șimonești; comuna Șimonești                | „Csűrös” - „Som-áj” la marginea intravilanului 46.33903°N 25.08662°E |                                                                        | Încarcă foto \| video | Raportează eroare |
| HR-I-m-B-12687.01 (RAN: 86099.01.03)                            | Așezare                                                                                     | sat Nicoleni și sat Șimonești; comuna Șimonești                | „Csűrös” - „Som-áj” la marginea intravilanului 46.33903°N 25.08662°E | Epoca bronzului târziu, Cultura Noua                                   | Încarcă foto \| video | Raportează eroare |
| HR-I-m-B-12687.02 (RAN: 86099.01.02)                            | Așezare                                                                                     | sat Nicoleni și sat Șimonești; comuna Șimonești                | „Csűrös” - „Som-áj” la marginea intravilanului 46.33903°N 25.08662°E | Epoca bronzului mijlociu, Cultura Wietenberg                           | Încarcă foto \| video | Raportează eroare |
| HR-I-m-B-12687.03 (RAN: 86099.01.01)                            | Așezare                                                                                     | sat Nicoleni și sat Șimonești; comuna Șimonești                | „Csűrös” - „Som-áj” la marginea intravilanului 46.33903°N 25.08662°E | Neolitic, Cultura Coțofeni                                             | Încarcă foto \| video | Raportează eroare |
| HR-I-s-B-12688 (RAN: 85252.11)                                  | Tumulii de la Ocland                                                                        | sat Ocland; comuna Ocland                                      | „Kövesbérc - Cseretető” | Epoca bronzului timpuriu                                               | Încarcă foto \| video | Raportează eroare |
| HR-I-s-B-12689 (RAN: 85252.02)                                  | Situl arheologic Ocland – Hagymás vára                                                      | sat Ocland; comuna Ocland                                      | „Hagymás vára” |                                                                        | Încarcă foto \| video | Raportează eroare |
| HR-I-m-B-12689.01 (RAN: 85252.02.01)                            | Burgus                                                                                      | sat Ocland; comuna Ocland                                      | „Hagymás vára” | Epoca romană                                                           | Încarcă foto \| video | Raportează eroare |
| HR-I-m-B-12689.02 (RAN: 85252.02.02)                            | Locuire                                                                                     | sat Ocland; comuna Ocland                                      | „Hagymás vára” | sec. III - II a. Chr., Latène                                          | Încarcă foto \| video | Raportează eroare |
| HR-I-m-B-12689.03                                               | Turn de pază                                                                                | sat Ocland; comuna Ocland                                      | „Hagymás vára” | Epoca romană                                                           | Încarcă foto \| video | Raportează eroare |
| HR-I-m-B-12690 (RAN: 85252.03)                                  | Cetatea Kustaly                                                                             | sat Ocland; comuna Ocland                                      | „Kustaly vára” (Cetatea Kustaly), în partea de E a satului 46.16579°N 25.4981°E | sec. XII - XIII, Epoca medievală timpurie                              | Încarcă foto \| video | Raportează eroare |
| HR-I-s-B-12691 (RAN: 85396.02)                                  | Turnul de pază romande la Ocna de Sus                                                       | sat Ocna de Sus; comuna Praid                                  | „Kodáros”, la 1,5 - 2 km de marginea de NE a satului | Epoca romană                                                           | Încarcă foto \| video | Raportează eroare |
| HR-I-s-B-12692 (RAN: 83142.01)                                  | Situl arheologic de la Odorheiu Secuiesc                                                    | municipiul Odorheiu Secuiesc                                   | Pe teritoriul municipiului Odorheiu Secuiesc | sec. I-III p. Chr., Epoca romană                                       | Încarcă foto \| video | Raportează eroare |
| HR-I-m-B-12692.01 (RAN: 83142.01.01)                            | Așezare                                                                                     | municipiul Odorheiu Secuiesc                                   | Pe teritoriul municipiului Odorheiu Secuiesc, între fostul târg de animale și Cetatea medievală | sec. I-III p. Chr., Epoca romană                                       | Încarcă foto \| video | Raportează eroare |
| HR-I-m-B-12692.02 (RAN: 83142.01.02)                            | Castru                                                                                      | municipiul Odorheiu Secuiesc                                   | Pe teritoriul municipiului Odorheiu Secuiesc 46.30572°N 25.2963°E | sec. I-III p. Chr., Epoca romană                                       | Încarcă foto \| video | Raportează eroare |
| HR-I-m-B-12692.03                                               | Termele castrului                                                                           | municipiul Odorheiu Secuiesc                                   | Pe locul fostului „Barompiac” (trad. Târg de vite) - în intravilan, între străzile Târgului și Uzinei | sec. I-III p. Chr., Epoca romană                                       | Încarcă foto \| video | Raportează eroare |
| HR-I-s-A-12693 (RAN: 83142.02)                                  | Cetatea Budvár                                                                              | municipiul Odorheiu Secuiesc și sat Hoghia, Feliceni           | „Budvár”, pe un promontoriu izolat, la 2 km SV de centrul orașului |                                                                        | Încarcă foto \| video | Raportează eroare |
| HR-I-m-A-12693.01 (RAN: 83142.02.05)                            | Cetate                                                                                      | municipiul Odorheiu Secuiesc și sat Hoghia, Feliceni           | „Budvár”, pe un promontoriu izolat, la 2 km SV de centrul orașului 46.28722°N 25.27889°E | sec. XII - XIII, Epoca medievală timpurie                              | Încarcă foto \| video | Raportează eroare |
| HR-I-m-A-12693.02 (RAN: 83142.02.04)                            | Cetate                                                                                      | municipiul Odorheiu Secuiesc și sat Hoghia, Feliceni           | „Budvár”, pe un promontoriu izolat, la 2 km SV de centrul orașului 46.28721°N 25.27889°E | sec. I a. Chr.-I p. Chr., Latène, Cultura geto-dacică                  | Încarcă foto \| video | Raportează eroare |
| HR-I-m-A-12693.03 (RAN: 83142.02.03)                            | Așezare                                                                                     | municipiul Odorheiu Secuiesc și sat Hoghia, Feliceni           | „Budvár”, pe un promontoriu izolat, la 2 km SV de centrul orașului 46.28722°N 25.27889°E | Hallstatt                                                              | Încarcă foto \| video | Raportează eroare |
| HR-I-m-A-12693.04 (RAN: 83142.02.02)                            | Așezare                                                                                     | municipiul Odorheiu Secuiesc și sat Hoghia, Harghita, Feliceni | „Budvár”, pe un promontoriu izolat, la 2 km SV de centrul orașului 46.28722°N 25.27889°E | Epoca bronzului mijlociu, Cultura Wietenberg                           | Încarcă foto \| video | Raportează eroare |
| HR-I-m-A-12693.05 (RAN: 83142.02.01)                            | Așezare                                                                                     | municipiul Odorheiu Secuiesc și sat Hoghia, Feliceni           | „Budvár”, pe un promontoriu izolat, la 2 km SV de centrul orașului 46.28722°N 25.27889°E | Neolitic, Cultura Coțofeni                                             | Încarcă foto \| video | Raportează eroare |
| HR-I-m-A-12693.06                                               | Așezare                                                                                     | municipiul odorheiu Secuiesc și sat Hoghia, Feliceni           | „Budvár”, pe un promontoriu izolat, la 2 km SV de centrul orașului | Eneolitic, Cultura Ariușd-Cucuteni                                     | Încarcă foto \| video | Raportează eroare |
| HR-I-s-B-12694 (RAN: 85010.01)                                  | Necropola romană de la Orășeni                                                              | sat Orășeni; comuna Mărtiniș                                   | „Magyarós”, la margineaintravilanului | Epoca romană                                                           | Încarcă foto \| video | Raportează eroare |
| HR-I-s-B-12695 (RAN: 83268.01)                                  | Situl arheologic Oțeni - Mihályfalva                                                        | sat Oțeni; comuna Feliceni                                     | „Mihályfalvi-rét”, terasă joasă a Târnavei Mari, între acest râu și platoul Bonta 46.26296°N 25.24993°E                                                                                                   |                                                                        | Încarcă foto \| video | Raportează eroare |
| HR-I-m-B-12695.01 (RAN: 83268.01.03)                            | Așezare                                                                                     | sat Oțeni; comuna Feliceni                                     | „Mihályfalvi-rét”, terasă joasă a Târnavei Mari, între acest râu șiplatoul Bonta 46.26296°N 25.24993°E | sec. VIII, Epoca migrațiilor                                           | Încarcă foto \| video | Raportează eroare |
| HR-I-m-B-12695.02 (RAN: 83268.01.02)                            | Așezare                                                                                     | sat Oțeni; comuna Feliceni                                     | „Mihályfalvi-rét”, terasă joasă a Târnavei Mari, între acest râu și platoul Bonta 46.26296°N 25.24993°E                                                                                                   | Latène                                                                 | Încarcă foto \| video | Raportează eroare |
| HR-I-m-B-12695.03 (RAN: 83268.01.01)                            | Așezare                                                                                     | sat Oțeni; comuna Feliceni                                     | „Mihályfalvi-rét”, terasă joasă a Târnavei Mari, între acest râu și platoul Bonta 46.26296°N 25.24993°E                                                                                                   | Hallstatt                                                              | Încarcă foto \| video | Raportează eroare |
| HR-I-m-B-12695.04                                               | Așezare                                                                                     | sat Oțeni; comuna Feliceni                                     | „Mihályfalvi-rét”, terasă joasă a Târnavei Mari, între acest râu și platoul Bonta | Neolitic                                                               | Încarcă foto \| video | Raportează eroare |
| HR-I-s-B-12696 (RAN: 83384.01)                                  | Situl arheologic Păuleni – Várdomb                                                          | sat Păuleni-Ciuc; comuna Păuleni-Ciuc                          | „Várdomb” (Dâmbul Cetății) 46.40417°N 25.86333°E |                                                                        | Încarcă foto \| video | Raportează eroare |
| HR-I-m-B-12696.01 (RAN: 83384.01.02)                            | Așezare                                                                                     | sat Păuleni-Ciuc; comuna Păuleni-Ciuc                          | „Várdomb” (Dâmbul Cetății) 46.40417°N 25.86333°E | Epoca bronzului mijlociu, Cultura Wietenberg                           | Încarcă foto \| video | Raportează eroare |
| HR-I-m-B-12696.02 (RAN: 83384.01.01)                            | Așezare fortificată                                                                         | sat Păuleni-Ciuc; comuna Păuleni-Ciuc                          | „Várdomb” (Dâmbul Cetății) 46.40417°N 25.86333°E | Epoca bronzului mijlociu, Cultura Costișa-Ciomortan                    | Încarcă foto \| video | Raportează eroare |
| HR-I-m-B-12696.03                                               | Așezare                                                                                     | sat Păuleni-Ciuc; comuna Păuleni-Ciuc                          | „Várdomb” (Dâmbul Cetății) | Neolitic, Cultura Coțofeni                                             | Încarcă foto \| video | Raportează eroare |
| HR-I-m-B-12696.04                                               | Așezare                                                                                     | sat Păuleni-Ciuc; comuna Păuleni-Ciuc                          | „Várdomb” (Dâmbul Cetății) | Eneolitic, Cultura Ariușd-Cucuteni                                     | Încarcă foto \| video | Raportează eroare |
| HR-I-s-B-12697 (RAN: 83384.02)                                  | Situl arheologic de la Păuleni-Ciuc                                                         | sat Păuleni-Ciuc; comuna Păuleni-Ciuc                          | | sec. XVII, Epoca medievală                                             | Încarcă foto \| video | Raportează eroare |
| HR-I-m-B-12697.01 (RAN: 84898.02.02)                            | Așezarea Tordavölgye                                                                        | sat Păuleni-Ciuc; comuna Păuleni-Ciuc                          | cartier Delnița, lângă biserica din sat, pe locul numit Tordavölgye | sec. XVII, Epoca medievală                                             | Încarcă foto \| video | Raportează eroare |
| HR-I-m-B-12697.02 (RAN: 83384.02.01)                            | Necropolă                                                                                   | sat Păuleni-Ciuc; comuna Păuleni-Ciuc                          | cartier Delnița, lângă biserica din sat, pe locul numit Tordavölgye | sec. XIV - XV, Epoca medievală                                         | Încarcă foto \| video | Raportează eroare |
| HR-I-s-A-12698 (RAN: 85216.01)                                  | Fortificația de la Porumbenii Mari - Vár                                                    | sat Porumbenii Mari; comuna Porumbeni                          | „Vár”, la NE de sat, la confluența Târnavei Mari cu pârâul Vargyas 46.2747°N 25.1605°E |                                                                        | Încarcă foto \| video | Raportează eroare |
| HR-I-m-A-12698.01                                               | Fortificație                                                                                | sat Porumbenii Mari; comuna Porumbeni                          | „Vár”, la NE de sat, la confluența Târnavei Mari cu pârâul Vargyas | sec. XIII - XV, Epoca medievală                                        | Încarcă foto \| video | Raportează eroare |
| HR-I-m-A-12698.02                                               | Descoperire funerară                                                                        | sat Porumbenii Mari; comuna Porumbeni                          | „Vár”, la NE de sat, la confluența Târnavei Mari cu pârâul Vargyas | sec. XIII - XV, Epoca medievală                                        | Încarcă foto \| video | Raportează eroare |
| HR-I-m-A-12698.03                                               | Așezare fortificată                                                                         | sat Porumbenii Mari; comuna Porumbeni                          | „Vár”, la NE de sat, la confluența Târnavei Mari cu pârâul Vargyas | sec. Ia. Chr-Ip.Chr, Latène                                            | Încarcă foto \| video | Raportează eroare |
| HR-I-s-A-12699                                                  | Situl arheologic Porumbenii Mici – Galat (Omlás)                                            | sat Porumbenii Mici; comuna Porumbeni                          | „Galat – Omlás”, (764 m), deasupra satului, pe Valea Târnavei Mari |                                                                        | Încarcă foto \| video | Raportează eroare |
| HR-I-m-B-12699.01 (RAN: 85225.01.02)                            | Așezare                                                                                     | sat Porumbenii Mici; comuna Porumbeni                          | „Galat – Omlás”, (764 m), deasupra satului, pe Valea Târnavei Mari 46.25799°N 25.08231°E | sec. V - VII, Epoca migrațiilor                                        | Încarcă foto \| video | Raportează eroare |
| HR-I-m-B-12699.02 (RAN: 85225.01.01)                            | Așezare                                                                                     | sat Porumbenii Mici; comuna Porumbeni                          | „Galat – Omlás”, (764 m), deasupra satului, pe Valea Târnavei Mari 46.25799°N 25.08231°E | Epoca romană                                                           | Încarcă foto \| video | Raportează eroare |
| HR-I-m-B-12699.03 (RAN: 85225.01.03)                            | Fortificație                                                                                | sat Porumbenii Mici; comuna Porumbeni                          | „Galat – Omlás”, (764 m), deasupra satului, pe Valea Târnavei Mari 46.25799°N 25.08231°E | Epoca bronzului, Cultura Wietenberg                                    | Încarcă foto \| video | Raportează eroare |
| HR-I-s-B-12700 (RAN: 85350.01)                                  | Cetatea Rapsóné                                                                             | sat Praid; comuna Praid                                        | „Rapsóné vára”, în valea Juhodului (Praidului), pe DN13B, la cca. 2,5 - 3 km |                                                                        | Încarcă foto \| video | Raportează eroare |
| HR-I-m-B-12700.01 (RAN: 85350.01.02)                            | Cetate                                                                                      | sat Praid; comuna Praid                                        | „Rapsóné vára”, în valea Juhodului (Praidului), pe DN13B, la cca. 2,5 - 3 km 46.58953°N 25.17982°E | sec. XIII, Epoca medievală timpurie                                    | Încarcă foto \| video | Raportează eroare |
| HR-I-m-B-12700.02 (RAN: 85350.01.01)                            | Așezare                                                                                     | sat Praid; comuna Praid                                        | „Rapsóné vára”, în valea Juhodului (Praidului), pe DN13B, la cca. 2,5 - 3 km 46.58953°N 25.17982°E | Latène                                                                 | Încarcă foto \| video | Raportează eroare |
| HR-I-s-B-12701 (RAN: 85662.01)                                  | Situl arheologic Racu - Bogát                                                               | sat Racu; comuna Racu                                          | „Bogát” 46.44661°N 25.74619°E |                                                                        | Încarcă foto \| video | Raportează eroare |
| HR-I-m-B-12701.01 (RAN: 85662.01.02)                            | Capela „Sf. Iacob și Filip”                                                                 | sat Racu; comuna Racu                                          | „Bogát” 46.44661°N 25.74619°E | sec. XVI - XVIII, Epoca medievală și modernă                           | Încarcă foto \| video | Raportează eroare |
| HR-I-m-B-12701.02 (RAN: 85662.01.01)                            | Cetate                                                                                      | sat Racu; comuna Racu                                          | „Bogát” 46.44661°N 25.74619°E | sec. II a. Chr.-I p. Chr., Latène                                      | Încarcă foto \| video | Raportează eroare |
| HR-I-m-B-12701.03                                               | Așezare                                                                                     | sat Racu; comuna Racu                                          | „Bogát” | Hallstatt                                                              | Încarcă foto \| video | Raportează eroare |
| HR-I-m-B-12701.04                                               | Așezare                                                                                     | sat Racu; comuna Racu                                          | „Bogát” | Epoca bronzului, Cultura Wietenberg                                    | Încarcă foto \| video | Raportează eroare |
| HR-I-s-B-12702 (RAN: 85662.02)                                  | Cetatea Pogányvár                                                                           | sat Racu; comuna Racu                                          | „Pogányvár” (Cetatea Păgânilor), la NV de sat 46.4509°N 25.6553°E | sec. I a. Chr.                                                         | Încarcă foto \| video | Raportează eroare |
| HR-I-m-B-12702.01 (RAN: 85662.02.02)                            | Cetate                                                                                      | sat Racu; comuna Racu                                          | „Pogányvár” (Cetatea Păgânilor), la NV de sat 46.4509°N 25.6553°E | sec. XII - XIII, Epoca medievală timpurie                              | Încarcă foto \| video | Raportează eroare |
| HR-I-m-B-12702.02 (RAN: 85662.02.01)                            | Cetate                                                                                      | sat Racu; comuna Racu                                          | „Pogányvár” (Cetatea Păgânilor), la NV de sat 46.4509°N 25.6553°E | sec. II a. Chr. - sec. I p. Chr., Latène                               | Încarcă foto \| video | Raportează eroare |
| HR-I-s-B-12703 (RAN: 86106.01)                                  | Necropola de la Rugănești                                                                   | sat Rugănești; comuna Șimonești                                | „în jurul Bisericii Reformate” (cca. 100m) |                                                                        | Încarcă foto \| video | Raportează eroare |
| HR-I-m-B-12703.01 (RAN: 86106.01.02)                            | Necropolă                                                                                   | sat Rugănești; comuna Șimonești                                | „în jurul Bisericii Reformate” (cca. 100m) | sec. XII - XIII-sec. XVII - XVII, Epoca medievală                      | Încarcă foto \| video | Raportează eroare |
| HR-I-m-B-12703.02 (RAN: 86106.01.01)                            | Necropolă                                                                                   | sat Rugănești; comuna Șimonești                                | „în jurul Bisericii Reformate” (cca. 100m) | sec. IV p. Chr., Epoca post-romană, Cultura Sântana de Mureș-Cerneahov | Încarcă foto \| video | Raportează eroare |
| HR-I-s-B-12704 (RAN: 83188.01)                                  | Așezarea fortificată de la Satu Mare - Várnyasarka (Máré vára)                              | sat Satu Mare; comuna Satu Mare                                | „Várnyasarka”, la N de sat, la terminația platoului vulcanic al Munților Harghita 46.34332°N 25.38068°E                                                                                                   | Hallstatt                                                              | Încarcă foto \| video | Raportează eroare |
| HR-I-s-B-12705 (RAN: 83188.02)                                  | Burgus roman de la Satu Mare                                                                | sat Satu Mare; comuna Satu Mare                                | „Cekendtető”lakm 35 46.35704°N 25.45163°E | sec. II-III p. Chr., Epoca romană                                      | Încarcă foto \| video | Raportează eroare |
| HR-I-s-A-12706                                                  | Situl arheologic Sâncrăieni - Karimósarka                                                   | sat Sâncrăieni; comuna Sâncrăieni                              | „Karimósarka”, în intravilan |                                                                        | Încarcă foto \| video | Raportează eroare |
| HR-I-m-B-12706.01 (RAN: 85699.01.03)                            | Așezare                                                                                     | sat Sâncrăieni; comuna Sâncrăieni                              | „Karimósarka”, în intravilan | sec. XVII - XVIII, Epoca medievală și modernă                          | Încarcă foto \| video | Raportează eroare |
| HR-I-m-A-12706.02                                               | Descoperire                                                                                 | sat Sâncrăieni; comuna Sâncrăieni                              | „Karimósarka”, în intravilan | sec. XVI, Epoca medievală                                              | Încarcă foto \| video | Raportează eroare |
| HR-I-m-A-12706.03                                               | Așezare                                                                                     | sat Sâncrăieni; comuna Sâncrăieni                              | „Karimósarka”, în intravilan | sec. XII - XIII, Epoca medievală timpurie                              | Încarcă foto \| video | Raportează eroare |
| HR-I-m-A-12706.04                                               | Așezare                                                                                     | sat Sâncrăieni; comuna Sâncrăieni                              | „Karimósarka”, în intravilan | Epoca migrațiilor                                                      | Încarcă foto \| video | Raportează eroare |
| HR-I-m-A-12706.05                                               | Așezare                                                                                     | sat Sâncrăieni; comuna Sâncrăieni                              | „Karimósarka”, în intravilan | Latène                                                                 | Încarcă foto \| video | Raportează eroare |
| HR-I-m-A-12706.06                                               | Așezare                                                                                     | sat Sâncrăieni; comuna Sâncrăieni                              | „Karimósarka”, în intravilan | Hallstatt                                                              | Încarcă foto \| video | Raportează eroare |
| HR-I-m-A-12706.07                                               | Așezare                                                                                     | sat Sâncrăieni; comuna Sâncrăieni                              | „Karimósarka”, în intravilan | Epoca bronzului                                                        | Încarcă foto \| video | Raportează eroare |
| HR-I-s-B-12707 (RAN: 85699.02)                                  | Situl arheologic Sâncrăieni - Borvízdomb                                                    | sat Sâncrăieni; comuna Sâncrăieni                              | „Borvízdomb” |                                                                        | Încarcă foto \| video | Raportează eroare |
| HR-I-m-B-12707.01 (RAN: 85699.02.03)                            | Așezare                                                                                     | sat Sâncrăieni; comuna Sâncrăieni                              | „Borvízdomb” 46.32443°N 25.83755°E | sec. Ia. Chr-sec. Ip. Chr, Latène, Cultura geto-dacică                 | Încarcă foto \| video | Raportează eroare |
| HR-I-m-B-12707.02 (RAN: 85699.02.02)                            | Așezare                                                                                     | sat Sâncrăieni; comuna Sâncrăieni                              | „Borvízdomb” 46.32443°N 25.83755°E | Hallstatt                                                              | Încarcă foto \| video | Raportează eroare |
| HR-I-m-B-12707.03 (RAN: 85699.02.01)                            | Așezare                                                                                     | sat Sâncrăieni; comuna Sâncrăieni                              | „Borvízdomb” 46.32443°N 25.83755°E | Eneolitic, Cultura Cucuteni - Ariușd                                   | Încarcă foto \| video | Raportează eroare |
| HR-I-s-B-12708 (RAN: 85699.03)                                  | Situl arheologic Sâncrăieni – conacul Andrássy                                              | sat Sâncrăieni; comuna Sâncrăieni                              | Str. Principală 698, „Kőoldal”, pe terenul aflat în proprietatea lui Tamas Bela 46.30352°N 25.87431°E | sec. XVI - înc. sec. XVII, Epoca medievală                             | Încarcă foto \| video | Raportează eroare |
| HR-I-s-B-12710 (RAN: 85047.01)                                  | Castrul roman de la Sânpaul                                                                 | sat Sânpaul; comuna Mărtiniș                                   | În intravilan, pe platoul aflat la sud și vest de pârâu, în zona bisericii unitariene, a școlii generale și a fostului sediu CAP, la intersecția DJ Sânpaul-Bădeni și Sânpaul-Rupea 46.19638°N 25.38172°E | sec. II - III p. Chr., Epoca romană                                    | Încarcă foto \| video | Raportează eroare |
| HR-I-s-B-12711 (RAN: 9388.02)                                   | Situl arheologic de la Sânpaul – Béla bán vára                                              | sat Sânpaul; comuna Mărtiniș                                   | În intravilan, pe platoul aflat la sud și vest de pârâu, în zona bisericii unitariene, a școlii generale, și a fostului sediu CAP la intersecția DJ Sânpaul-Bădeni și Sânpaul-Rupea 46.19762°N 25.38201°E |                                                                        | Încarcă foto \| video | Raportează eroare |
| HR-I-m-B-12711.01 (RAN: 85047.02.01)                            | Așezare                                                                                     | sat Sânpaul; comuna Mărtiniș                                   | În intravilan, în partea nordică și estică a pârâului, de-a lungul drumului județean Odorheiu Secuiesc - Ocland între pârâurile Varta și Homorod 46.19762°N 25.38201°E                                    | Epoca medievală                                                        | Încarcă foto \| video | Raportează eroare |
| HR-I-m-B-12711.02                                               | Așezare civilă                                                                              | sat Sânpaul; comuna Mărtiniș                                   | În intravilan, în partea nordică și estică a pârâului, de-a lungul drumului județean Odorheiu Secuiesc - Ocland între pârâurile Varta și Homorod                                                          | sec. II - III p. Chr., Epoca romană                                    | Încarcă foto \| video | Raportează eroare |
| HR-I-s-B-12712 (RAN: 85859.05)                                  | Situl arheologic Sânsimion - Homokbánya                                                     | sat Sânsimion; comuna Sânsimion                                | Homokbánya - Kőházkert - fostele grajduri CAP" |                                                                        | Încarcă foto \| video | Raportează eroare |
| HR-I-m-B-12712.01 (RAN: 85859.05.04)                            | Așezare                                                                                     | sat Sânsimion; comuna Sânsimion                                | Homokbánya - Kőházkert - fostele grajduri CAP" | sec. XII - XIII, Epoca medievală timpurie                              | Încarcă foto \| video | Raportează eroare |
| HR-I-m-B-12712.02 (RAN: 85859.05.03)                            | Așezare                                                                                     | sat Sânsimion; comuna Sânsimion                                | Homokbánya - Kőházkert - fostele grajduri CAP" | sec. VI - VII, Epoca migrațiilor                                       | Încarcă foto \| video | Raportează eroare |
| HR-I-m-B-12712.03 (RAN: 85859.05.02)                            | Așezare                                                                                     | sat Sânsimion; comuna Sânsimion                                | Homokbánya – Kőházkert – fostele grajduri CAP | sec. IV p. Chr., Epoca post-romană, Cultura Sântana de Mureș-Cerneahov | Încarcă foto \| video | Raportează eroare |
| HR-I-m-B-12712.04 (RAN: 85859.05.01)                            | Așezare                                                                                     | sat Sânsimion; comuna Sânsimion                                | Homokbánya – Kőházkert – fostele grajduri CAP | Latène                                                                 | Încarcă foto \| video | Raportează eroare |
| HR-I-m-B-12712.05                                               | Așezare                                                                                     | sat Sânsimion; comuna Sânsimion                                | Homokbánya – Kőházkert – fostele grajduri CAP | Epoca bronzului, Cultura Wietenberg                                    | Încarcă foto \| video | Raportează eroare |
| HR-I-s-B-12713 (RAN: 85742.01)                                  | Situl arheologic Sântimbru - Zöldfák                                                        | sat Sântimbru; comuna Sântimbru                                | „Zöldfák” (Pomii verzi), la 1 km N de centrul satului, pe o terasă a Oltului, în direcția Sîncrăieni 46.29292°N 25.8705°E                                                                                 |                                                                        | Încarcă foto \| video | Raportează eroare |
| HR-I-m-B-12713.01 (RAN: 85742.01.01)                            | Așezare                                                                                     | sat Sântimbru; comuna Sântimbru                                | „Zöldfák” (Pomii verzi), la 1 km N de centrul satului, pe o terasă a Oltului, în direcția Sîncrăieni 46.29292°N 25.8705°E                                                                                 | Latène, Cultura dacilor liberi (carpi)                                 | Încarcă foto \| video | Raportează eroare |
| HR-I-m-B-12713.02                                               | Așezare                                                                                     | sat Sântimbru; comuna Sântimbru                                | „Zöldfák” (Pomii verzi), la 1 km N de centrul satului, pe o terasă a Oltului, în direcția Sîncrăieni | sec. III - II a. Chr. - I p. Chr., Latène                              | Încarcă foto \| video | Raportează eroare |
| HR-I-s-A-12714 (RAN: 86428.01)                                  | Cetatea dacică de la Sub Cetate (Zete vára)                                                 | sat Sub Cetate; comuna Zetea                                   | „déság” la E de drumul dintre masivul Harghitei și masivul Gurghiului |                                                                        | Încarcă foto \| video | Raportează eroare |
| HR-I-m-A-12714.01 (RAN: 86428.01.01)                            | Cetate                                                                                      | sat Sub Cetate; comuna Zetea                                   | „déság” la E de drumul dintre masivul Harghitei și masivul Gurghiului 46.43534°N 25.43965°E | Latène, Cultura geto-dacică                                            | Încarcă foto \| video | Raportează eroare |
| HR-I-m-A-12714.02 (RAN: 86428.01.02)                            | Zid de piatră nefasonată                                                                    | sat Sub Cetate; comuna Zetea                                   | „déság” la E de drumul dintre masivul Harghitei și masivul Gurghiului 46.43534°N 25.43965°E | Latène                                                                 | Încarcă foto \| video | Raportează eroare |
| HR-I-m-A-12714.03 (RAN: 86428.01.03)                            | Val de pământ                                                                               | sat Sub Cetate; comuna Zetea                                   | „Déság”, la E de drumul dintre masivul Harghitei și masivul Gurghiului 46.43534°N 25.43965°E | Latène                                                                 | Încarcă foto \| video | Raportează eroare |
| HR-I-m-A-12714.04 (RAN: 86428.01.04)                            | Șanț de apărare                                                                             | sat Sub Cetate; comuna Zetea                                   | „Déság”, la E de drumul dintre masivul Harghitei și masivul Gurghiului 46.43534°N 25.43965°E | Latène                                                                 | Încarcă foto \| video | Raportează eroare |
| HR-I-s-B-12655 (RAN: 86017.01)                                  | Situl arheologic Șimonești – Várhegy (Kadicsa vára)                                         | sat Șimonești; comuna Șimonești                                | „Várhegy”, pe un promontoriu la E de sat | Epoca medievală                                                        | Încarcă foto \| video | Raportează eroare |
| HR-I-s-B-12715 (RAN: 85993.01)                                  | Situl arheologic Șimonești - Csere-alja                                                     | sat Șimonești; comuna Șimonești                                | „Csere-alja” (Panta de stejar), la V de sat 46.33846°N 25.12571°E |                                                                        | Încarcă foto \| video | Raportează eroare |
| HR-I-m-B-12715.01 (RAN: 85993.01.03)                            | Așezare                                                                                     | sat Șimonești; comuna Șimonești                                | „Csere-alja” (Panta de stejar), la V de sat 46.33846°N 25.12571°E | sec. VII-IX, Epoca migrațiilor                                         | Încarcă foto \| video | Raportează eroare |
| HR-I-m-B-12715.02 (RAN: 85993.01.02)                            | Așezare                                                                                     | sat Șimonești; comuna Șimonești                                | „Csere-alja” (Panta de stejar), la V de sat 46.33846°N 25.12571°E | sec. II - III, Epoca romană                                            | Încarcă foto \| video | Raportează eroare |
| HR-I-m-B-12715.03 (RAN: 85993.01.04)                            | Așezare                                                                                     | sat Șimonești; comuna Șimonești                                | „Csere-alja” (Panta de stejar), la V de sat 46.33846°N 25.12571°E | sec. I a. Chr. - Ip-Chr., Latène                                       | Încarcă foto \| video | Raportează eroare |
| HR-I-m-B-12715.04 (RAN: 85993.01.01)                            | Așezare                                                                                     | sat Șimonești; comuna Șimonești                                | „Csere-alja” (Panta de stejar), la V de sat 46.33846°N 25.12571°E | Hallstatt                                                              | Încarcă foto \| video | Raportează eroare |
| HR-I-m-B-12715.05                                               | Așezare                                                                                     | sat Șimonești; comuna Șimonești                                | „Csere-alja” (Panta de stejar), la V de sat | Epoca bronzului târziu, Cultura Noua                                   | Încarcă foto \| video | Raportează eroare |
| HR-I-m-B-12715.06                                               | Așezare                                                                                     | sat Șimonești; comuna Șimonești                                | „Csere-alja” (Panta de stejar), la V de sat | Epoca bronzului mijlociu, Cultura Wietenberg                           | Încarcă foto \| video | Raportează eroare |
| HR-I-s-B-12716 (RAN: 84139.01)                                  | Ruinele conacului Abaffy                                                                    | sat Tomești; comuna Tomești                                    | „Fostul sediu SMA” și împrejurimea (cca. 100m) 46.55544°N 25.77608°E | sec. XIV - XVIII, Epoca medievală                                      | Încarcă foto \| video | Raportează eroare |
| HR-I-s-B-12652 (RAN: 83437.01)                                  | Cetatea Tușnad - Vártető                                                                    | sat Tușnad; comuna Tușnad                                      | „Vártető” (Piscul Cetății) 46.14651°N 25.8721°E |                                                                        | Încarcă foto \| video | Raportează eroare |
| HR-I-m-B-12652.01 (RAN: 83437.01.04)                            | Cetate                                                                                      | sat Tușnad; comuna Tușnad                                      | „Vártető” (Piscul Cetății) 46.15878°N 25.86968°E | sec. XII - XIII, Epoca medievală timpurie                              | Încarcă foto \| video | Raportează eroare |
| HR-I-m-B-12652.02 (RAN: 83437.01.02)                            | Necropolă                                                                                   | sat Tușnad; comuna Tușnad                                      | „Vártető” (Piscul Cetății) 46.15878°N 25.86968°E | Hallstatt                                                              | Încarcă foto \| video | Raportează eroare |
| HR-I-m-B-12652.03 (RAN: 83437.01.03)                            | Așezare fortificată                                                                         | sat Tușnad; comuna Tușnad                                      | „Vártető” (Piscul Cetății) 46.15878°N 25.86968°E | Hallstatt                                                              | Încarcă foto \| video | Raportează eroare |
| HR-I-s-B-12717 (RAN: 85118.01)                                  | Ruinele conacului Sándor                                                                    | sat Văcărești; comuna Mihăileni                                | „Rét” | sec. XIV - XVII, Epoca medievală                                       | Încarcă foto \| video | Raportează eroare |
| HR-I-s-B-12718 (RAN: 83302.01)                                  | Villa rustica                                                                               | sat Văleni; comuna Feliceni                                    | „Pârâul Viilor”, în vecinătatea proprietății lui Páll Ferenc 46.26753°N 25.32969°E | sec. II - III p. Chr., Epoca romană                                    | Încarcă foto \| video | Raportează eroare |
| HR-I-s-B-12719 (RAN: 86320.01)                                  | Cetatea Tartód                                                                              | sat Vărșag; comuna Vărșag                                      | „Tartód vára” (Cetatea Tartód), mamelon izolat la confluența dintre Târnava Mare și Tartod 46.52°N 25.3187°E                                                                                              | sec. XIII, Epoca medievală timpurie                                    | Încarcă foto \| video | Raportează eroare |
| HR-II-a-B-12721                                                 | Ansamblu urban                                                                              | municipiul Miercurea Ciuc                                      | Str. Márton Áron nr. 2-72 și 37-T, str. Petőfi Sándor de la 1-49 și 2-40 | sf. sec. XIX - înc. sec. XX                                            |                       | Raportează eroare |
| HR-II-m-B-12723 (RAN: 83339.29)                                 | Poartă secuiască                                                                            | municipiul Miercurea Ciuc                                      | Str. Băilor, Szecheny | sec. XIX                                                               | Încarcă foto \| video | Raportează eroare |
| HR-II-a-A-12724 (RAN: 83339.28)                                 | Ansamblul bisericii romano-catolice „Sf. Petru și Pavel”                                    | municipiul Miercurea Ciuc                                      | Str. Căianu Ion 53 | sec. XIV - XIX                                                         | Încarcă foto \| video | Raportează eroare |
| HR-II-m-A-12724.01 (RAN: 83339.28.01)                           | Biserica romano-catolică „Sf. Petru și Pavel”                                               | municipiul Miercurea Ciuc                                      | Str. Căianu Ion 53 | sec. XIV, XV, XVII - XIX                                               | Încarcă foto \| video | Raportează eroare |
| HR-II-m-A-12724.02                                              | Zid de incintă                                                                              | municipiul Miercurea Ciuc                                      | Str. Căianu Ion 53 | sec. XVII                                                              | Încarcă foto \| video | Raportează eroare |
| HR-II-m-B-12725                                                 | Primărie, fostul sediu al Comitatului Ciuc                                                  | municipiul Miercurea Ciuc                                      | Piața Cetății 1 | 1884 - 1888, ext. 1914                                                 |                       | Raportează eroare |
| HR-II-a-A-12726 (RAN: 83339.31)                                 | Cetatea Mikó, azi Muzeul Secuiesc al Ciucului și Biblioteca Județeană                       | municipiul Miercurea Ciuc                                      | Piața Cetății 2 46.35578°N 25.80208°E | sec. XVII - XVIII                                                      | Alte imagini          | Raportează eroare |
| HR-II-m-A-12726.01 (RAN: 83339.31.01)                           | Cetatea - complexul de clădiri                                                              | municipiul Miercurea Ciuc                                      | Piața Cetății 2 | 1623, rec. 1714 - 1716                                                 | Încarcă foto \| video | Raportează eroare |
| HR-II-m-A-12726.02                                              | Turn de poartă                                                                              | municipiul Miercurea Ciuc                                      | Piața Cetății 2 | sec. XVIII                                                             | Încarcă foto \| video | Raportează eroare |
| HR-II-m-A-12726.03                                              | Șanț de apărare                                                                             | municipiul Miercurea Ciuc                                      | Piața Cetății 2 | sec. XVIII                                                             | Încarcă foto \| video | Raportează eroare |
| HR-II-m-A-12726.04                                              | Parcul etnografic – Secția înaer liber                                                      | municipiul Miercurea Ciuc                                      | Piața Cetății 2 | sec. XIX - prima jum. sec. XX                                          | Încarcă foto \| video | Raportează eroare |
| HR-II-m-B-12736                                                 | Casa Zakarias                                                                               | municipiul Miercurea Ciuc                                      | Str. Gál Sándor 8 | 1925                                                                   | Încarcă foto \| video | Raportează eroare |
| HR-II-a-B-12737                                                 | Ansamblul conacului Mikó, azi Fabrica de mobilă „Mikó”                                      | municipiul Miercurea Ciuc                                      | Str. Jigodin 47-49 | sec. XIX                                                               | Încarcă foto \| video | Raportează eroare |
| HR-II-m-B-12737.01                                              | Conacul Mikó                                                                                | municipiul Miercurea Ciuc                                      | Str. Jigodin 47-49 | sec. XIX                                                               | Încarcă foto \| video | Raportează eroare |
| HR-II-m-B-12737.02                                              | Grânar                                                                                      | municipiul Miercurea Ciuc                                      | Str. Jigodin 47-49 | sec. XIX                                                               | Încarcă foto \| video | Raportează eroare |
| HR-II-a-A-12738                                                 | Ansamblul bisericii romano-catolice „Sf. Treime”                                            | municipiul Miercurea Ciuc                                      | Str. Jigodin 52 | sec. XV - XVIII                                                        | Încarcă foto \| video | Raportează eroare |
| HR-II-m-A-12738.01                                              | Biserica romano-catolică „Sf. Treime”                                                       | municipiul Miercurea Ciuc                                      | Str. Jigodin 52 | sec. XV, extindere sec. XVIII                                          | Încarcă foto \| video | Raportează eroare |
| HR-II-m-A-12738.02                                              | Zid de incintă                                                                              | municipiul Miercurea Ciuc                                      | Str. Jigodin 52 | sec. XVII                                                              | Încarcă foto \| video | Raportează eroare |
| HR-II-a-B-12735                                                 | Ansamblul bisericii romano-catolice „Înălțarea Sfintei Cruci”                               | municipiul Miercurea Ciuc                                      | Str. Kossuth Lajos 40 | 1758                                                                   |                       | Raportează eroare |
| HR-II-m-B-12735.01                                              | Biserica romano-catolică „Înălțarea Sfintei Cruci”                                          | municipiul Miercurea Ciuc                                      | Str. Kossuth Lajos 40 46.36174°N 25.79711°E | 1758                                                                   |                       | Raportează eroare |
| HR-II-m-B-12735.02                                              | Zidul de incintă (fragment)                                                                 | municipiul Miercurea Ciuc                                      | Str. Kossuth Lajos 40 | 1758                                                                   | Încarcă foto \| video | Raportează eroare |
| HR-II-m-B-12740                                                 | Banca Națională a României, azi Banca Carpatica                                             | municipiul Miercurea Ciuc                                      | Piața Libertății 14 | cca. 1925                                                              | Încarcă foto \| video | Raportează eroare |
| HR-II-m-B-12728                                                 | Ansamblu urban - locuințe cu magazin la parter                                              | municipiul Miercurea Ciuc                                      | Str. Márton Áron 2-4, 6 | sf. sec. XIX-înc. sec. XX                                              | Încarcă foto \| video | Raportează eroare |
| HR-II-m-B-12729                                                 | Casă                                                                                        | municipiul Miercurea Ciuc                                      | Str. Márton Áron 38 | sf. sec. XIX                                                           | Încarcă foto \| video | Raportează eroare |
| HR-II-a-B-12730                                                 | Clădirile fostei fabrici de bere, azi birouri S. C. Electrica S.A. și Vam Rom Expediții SRL | municipiul Miercurea Ciuc                                      | Str. Márton Áron 46 | sec. XIX                                                               | Încarcă foto \| video | Raportează eroare |
| HR-II-m-B-12730.01                                              | Fostul turn de germinare (corp 6)                                                           | municipiul Miercurea Ciuc                                      | Str. Márton Áron 46 | sec. XIX                                                               | Încarcă foto \| video | Raportează eroare |
| HR-II-m-B-12730.02                                              | Fostele „pivnițe” de răcire (corp 1, 2 și 3)                                                | municipiul Miercurea Ciuc                                      | Str. Márton Áron 46 | sec. XIX                                                               | Încarcă foto \| video | Raportează eroare |
| HR-II-m-B-12730.03                                              | Fosta sală a cazanelor, cu coșul de fum (corp 4)                                            | municipiul Miercurea Ciuc                                      | Str. Márton Áron 46 | sec. XIX                                                               | Încarcă foto \| video | Raportează eroare |
| HR-II-m-B-12730.04                                              | Fostul atelier (corp 5)                                                                     | municipiul Miercurea Ciuc                                      | Str. Márton Áron 46 | sec. XIX                                                               | Încarcă foto \| video | Raportează eroare |
| HR-II-a-B-12731                                                 | Liceul teoretic „Márton Áron”                                                               | municipiul Miercurea Ciuc                                      | Str. Márton Áron 72 46.3675°N 25.80694°E | 1909 - 1911 Ignác Alpár (arhitect)                                     | Alte imagini          | Raportează eroare |
| HR-II-m-B-12741                                                 | Biserica „Sf. Apostoli Petru și Pavel”                                                      | municipiul Miercurea Ciuc                                      | Str. Sadoveanu Mihail 2 | 1929 - 1935                                                            | Încarcă foto \| video | Raportează eroare |
| HR-II-m-B-12732                                                 | Casă (casa Gál)                                                                             | municipiul Miercurea Ciuc                                      | Str. Szász Endre 1 | 1911                                                                   | Încarcă foto \| video | Raportează eroare |
| HR-II-m-B-12733                                                 | Casă (casa Csiszér)                                                                         | municipiul Miercurea Ciuc                                      | Str. Szász Endre 3 | 1911                                                                   | Încarcă foto \| video | Raportează eroare |
| HR-II-m-B-12727 (RAN: 83339)                                    | Reședința garnizoanei de grăniceri nr. 1, azi spital ORL și Fizioterapie                    | municipiul Miercurea Ciuc                                      | Str. Szász Endre 5 | 1786, cca. 1826                                                        |                       | Raportează eroare |
| HR-II-m-B-12734                                                 | Tribunalul județean                                                                         | municipiul Miercurea Ciuc                                      | Str. Szász Endre 6 | 1904                                                                   |                       | Raportează eroare |
| HR-II-m-B-12742 (RAN: 83339.26)                                 | Fostul conac Mikes, azi casa Erdély Péter                                                   | municipiul Miercurea Ciuc                                      | Str. Szék 141 46.37383°N 25.81531°E | 1801                                                                   | Încarcă foto \| video | Raportează eroare |
| HR-II-m-B-12743                                                 | Fostul Sediu al Scaunului Ciuc, azi Spitalul de Boli Infecțioase                            | municipiul Miercurea Ciuc                                      | Str. Szék 146 | 1835 - 1844                                                            |                       | Raportează eroare |
| HR-II-m-B-12744                                                 | Casa Kalot - asociația Caritas - trei corpuri legate prin galerii acoperite                 | municipiul Miercurea Ciuc                                      | Str. Szék 147 | 1942 - 1944                                                            | Încarcă foto \| video | Raportează eroare |
| HR-II-a-A-12745 (RAN: 83339.25)                                 | Mănăstirea Franciscană                                                                      | municipiul Miercurea Ciuc                                      | Str. Szék 148 46.3781°N 25.825°E | sec. XVIII - XIX                                                       | Alte imagini          | Raportează eroare |
| HR-II-m-A-12745.01                                              | Biserica mănăstirii franciscane „Vizita Mariei la Elisabeta” cu piatra funerară încastrată  | municipiul Miercurea Ciuc                                      | Str. Szék 148 | 1804 - 1835                                                            | Alte imagini          | Raportează eroare |
| HR-II-m-A-12745.02                                              | Claustru                                                                                    | municipiul Miercurea Ciuc                                      | Str. Szék 148 | sec. XVIII                                                             | Încarcă foto \| video | Raportează eroare |
| HR-II-m-A-12745.03                                              | Capela „Sf. Ioan Botezătorul”                                                               | municipiul Miercurea Ciuc                                      | Str. Szék 148 | 1767                                                                   | Încarcă foto \| video | Raportează eroare |
| HR-II-m-B-12746 (RAN: 83339.24)                                 | Fosta școală confesională a mănăstirii franciscane                                          | municipiul Miercurea Ciuc                                      | Str. Szék 152 | sec. XVIII - XIX                                                       | Încarcă foto \| video | Raportează eroare |
| HR-II-a-A-12720                                                 | Ansamblul „Drumul Crucii” (Kalvaria)                                                        | municipiul Miercurea Ciuc                                      | Str. Șumuleul Mic | sec. XV - XX                                                           |                       | Raportează eroare |
| HR-II-m-A-12720.01                                              | Capela romano-catolică „Sf. Anton”                                                          | municipiul Miercurea Ciuc                                      | Str. Șumuleul Mic 17 | 1661, transf. 1773                                                     | Încarcă foto \| video | Raportează eroare |
| HR-II-m-A-12720.02                                              | Capela romano-catolică „Passio” (A Patimilor)                                               | municipiul Miercurea Ciuc                                      | Str. Șumuleul Mic 19 | sec. XV - XVII                                                         | Încarcă foto \| video | Raportează eroare |
| HR-II-m-A-12720.03                                              | Capela romano-catolică „Salvator”                                                           | municipiul Miercurea Ciuc                                      | Str. Șumuleul Mic 19 46.3776°N 25.8331°E | sec. XV - XVII                                                         | Alte imagini          | Raportează eroare |
| HR-II-m-B-12739                                                 | Conacul Lázár, azi Grădiniță de copii și Cămin Cultural                                     | municipiul Miercurea Ciuc                                      | Str. Tolpița 93 46.37402°N 25.79942°E | 1829                                                                   | Încarcă foto \| video | Raportează eroare |
| HR-II-m-B-12747                                                 | Ansamblul conacului Emeric Adorjan, azi casă de odihnă                                      | sat Armășeni; comuna Ciucsângeorgiu                            | 431 | 1797, 1828, ext. 1835, 1869                                            | Încarcă foto \| video | Raportează eroare |
| HR-II-m-B-12747.01                                              | Conacul de lemn Emeric Adorjan                                                              | sat Armășeni; comuna Ciucsângeorgiu                            | 431 | 1797, 1828, ext. 1835, 1869                                            | Încarcă foto \| video | Raportează eroare |
| HR-II-m-B-12747.02 (fost HR-II-m-B-12747.03)                    | Poartă secuiască                                                                            | sat Armășeni; comuna Ciucsângeorgiu                            | 431 | 1869                                                                   | Încarcă foto \| video | Raportează eroare |
| HR-II-a-A-12748 (RAN: 84004.02)                                 | Ansamblul bisericii romano-catolice „Zămislirea Sf. Fecioare”                               | sat Armășeni; comuna Ciucsângeorgiu                            | 460 46.35361°N 25.96305°E | sec. XV - XIX                                                          | Alte imagini          | Raportează eroare |
| HR-II-m-A-12748.01 (RAN: 84004.02.01, 84004.02.02, 84004.02.03) | Biserica romano-catolică „Zămislirea Sf. Fecioare”                                          | sat Armășeni; comuna Ciucsângeorgiu                            | 460 46.35361°N 25.96305°E | sec. XV - XIX                                                          |                       | Raportează eroare |
| HR-II-m-A-12748.02 (RAN: 84004.02.04)                           | Zid de incintă                                                                              | sat Armășeni; comuna Ciucsângeorgiu                            | 460 46.35361°N 25.96305°E | sec. XV                                                                |                       | Raportează eroare |
| HR-II-m-B-12749                                                 | Biserica reformată, cu turnul-clopotniță                                                    | sat Atid; comuna Atid                                          | 246 | 1678,1797                                                              | Alte imagini          | Raportează eroare |
| HR-II-m-B-12750                                                 | Biserica unitariană                                                                         | sat Avrămești; comuna Avrămești                                | 46 | sec. XV,1803 - 1811                                                    | Alte imagini          | Raportează eroare |
| HR-II-m-B-12752 (RAN: 85163.02)                                 | Conacul Biró                                                                                | sat Betești; oraș Cristuru Secuiesc                            | 76 46.28818°N 25.08714°E | înc. sec. XIX                                                          |                       | Raportează eroare |
| HR-II-m-A-12753 (RAN: 83945.01)                                 | Biserica de lemn „Sf. Nicolae”                                                              | sat Bilbor; comuna Bilbor                                      | 125 | 1795,1819                                                              |                       | Raportează eroare |
| HR-II-m-B-20312                                                 | Biserică de lemn romano-catolică                                                            | sat Bilbor; comuna Bilbor                                      | 203 | înc. sec. XX                                                           | Încarcă foto \| video | Raportează eroare |
| HR-II-m-B-12754                                                 | Primărie                                                                                    | sat Bilbor; comuna Bilbor                                      | Principală 120 | 1936 - 1938                                                            | Încarcă foto \| video | Raportează eroare |
| HR-II-m-B-12755                                                 | Școală                                                                                      | sat Bilbor; comuna Bilbor                                      | Principală 127 | 1936 - 1938                                                            |                       | Raportează eroare |
| HR-II-a-A-12756                                                 | Ansamblul bisericii romano-catolice                                                         | sat Bisericani; comuna Lupeni                                  | 2 46.3598°N 25.23934°E | sec. XIII - XVIII                                                      | Alte imagini          | Raportează eroare |
| HR-II-m-A-12756.01                                              | Biserica romano-catolică                                                                    | sat Bisericani; comuna Lupeni                                  | 2 | sec. XIII - XVIII                                                      |                       | Raportează eroare |
| HR-II-m-A-12756.02                                              | Zid de incintă                                                                              | sat Bisericani; comuna Lupeni                                  | 2 | sec. XVII                                                              |                       | Raportează eroare |
| HR-II-m-B-12757 (RAN: 85608.13)                                 | Biserica de lemn „Sf. Apostoli Petru și Pavel” și „Sf. Nicolae”                             | sat Bodogaia; comuna Secuieni                                  | Pe dealul „Cucui”, în spatele casei din str. Szobor nr. 74 46.27515°N 24.99158°E | 1700 - 1762, ref. 1994                                                 |                       | Raportează eroare |
| HR-II-m-B-12758 (RAN: 85608.02)                                 | Biserica unitariană                                                                         | sat Bodogaia; comuna Secuieni                                  | 111 46.27479°N 25.00013°E | 1791 - 1796                                                            | Alte imagini          | Raportează eroare |
| HR-II-a-B-12759                                                 | Ansamblul balnear „7 Izvoare”                                                               | oraș Borsec                                                    | Bd. „7 Izvoare” nr. 15-23, vila 71, Casa de Cultură, restaurantul „Fagul” | sf. sec. XIX-înc. sec. XX                                              | Încarcă foto \| video | Raportează eroare |
| HR-II-m-B-12760                                                 | Pavilionul de protecție al izvorului nr. 3 (Madonna)                                        | oraș Borsec                                                    | Bd. 7 Izvoare | înc. sec. XX                                                           | Încarcă foto \| video | Raportează eroare |
| HR-II-m-B-12761                                                 | Pavilionul de protecție al izvorului nr. 6 (Lázár)                                          | oraș Borsec                                                    | Bd. 7 Izvoare | înc. sec. XX                                                           | Încarcă foto \| video | Raportează eroare |
| HR-II-m-B-12762                                                 | Pavilionul de protecție al izvorului nr. 5 (László)                                         | oraș Borsec                                                    | Bd. 7 Izvoare | înc. sec. XX                                                           | Încarcă foto \| video | Raportează eroare |
| HR-II-m-B-20313                                                 | Vila 14                                                                                     | oraș Borsec                                                    | Str. Jókai Mór | 1933 - 1935                                                            | Încarcă foto \| video | Raportează eroare |
| HR-II-m-B-12764                                                 | Ruinele vilei Babám                                                                         | oraș Borsec                                                    | Str. Jókai Mór 12 |                                                                        | Încarcă foto \| video | Raportează eroare |
| HR-II-m-B-12767                                                 | Vechea uzină electrică, azi depozit al stațiunii balneare                                   | oraș Borsec                                                    | Aleea Primăverii f. n. | cca. 1880                                                              | Încarcă foto \| video | Raportează eroare |
| HR-II-m-B-12765                                                 | Vila 49, azi vila nr. 51 - Emil                                                             | oraș Borsec                                                    | Aleea Primăverii 7 | 1936                                                                   | Încarcă foto \| video | Raportează eroare |
| HR-II-m-B-12766                                                 | Vila 50, azi vila nr. 53 - Doru                                                             | oraș Borsec                                                    | Aleea Primăverii 13 | 1936                                                                   | Încarcă foto \| video | Raportează eroare |
| HR-II-m-B-12768                                                 | Fosta vilă nr. 56 - Barbu                                                                   | oraș Borsec                                                    | Aleea Rotundă 4 | 1896                                                                   | Încarcă foto \| video | Raportează eroare |
| HR-II-m-B-12770                                                 | Fosta vilă nr. 60                                                                           | oraș Borsec                                                    | Aleea Stadionului 7 | 1880                                                                   | Încarcă foto \| video | Raportează eroare |
| HR-II-m-B-12769                                                 | Pavilionul de protecție al izvorului nr. 10 (Kossuth)                                       | oraș Borsec                                                    | Aleea Stadionului 12 | înc. sec. XX                                                           |                       | Raportează eroare |
| HR-II-m-B-12772                                                 | Biserica de lemn „Schimbarea la Față”                                                       | oraș Borsec                                                    | Str. Uzinei 4 | 1847                                                                   |                       | Raportează eroare |
| HR-II-m-B-12773                                                 | Moară de vânt                                                                               | sat Călugăreni; comuna Mărtiniș                                | În spatele casei cu nr. 9, pe dealul numit „Falu Felett”, la cca. 400 m S de sat | sec. XIX                                                               | Încarcă foto \| video | Raportează eroare |
| HR-II-m-A-12774.03                                              | Casa parohială romano-catolică                                                              | sat Cârța; comuna Cârța                                        | 248 | sec. XVIII                                                             | Încarcă foto \| video | Raportează eroare |
| HR-II-a-A-12774 (RAN: 84111.03)                                 | Ansamblul bisericii fortificate romano-catolice „Adormirea Maicii Domnului”                 | sat Cârța; comuna Cârța                                        | 281 46.53522°N 25.75818°E |                                                                        | Alte imagini          | Raportează eroare |
| HR-II-m-A-12774.01 (RAN: 84111.03.02)                           | Biserica romano-catolică „Adormirea Maicii Domnului”                                        | sat Cârța; comuna Cârța                                        | 281 | 1444 - 1720                                                            | Încarcă foto \| video | Raportează eroare |
| HR-II-m-A-12774.02 (RAN: 84111.03.01)                           | Incinta fortificată, cu turnul porții                                                       | sat Cârța; comuna Cârța                                        | 281 | sec. XV - XVII                                                         | Încarcă foto \| video | Raportează eroare |
| HR-II-a-A-12775                                                 | Ansamblul bisericii romano-catolice „Sf. Simion și Iuda”                                    | sat Cetățuia; comuna Sânsimion                                 | 3 | sec. XIV - XIX                                                         |                       | Raportează eroare |
| HR-II-m-A-12775.01                                              | Biserica romano-catolică „Sf. Simion și Iuda”                                               | sat Cetățuia; comuna Sânsimion                                 | 3 | sec. XIV - XVIII                                                       | Încarcă foto \| video | Raportează eroare |
| HR-II-m-A-12775.02                                              | Zid de incintă                                                                              | sat Cetățuia; comuna Sânsimion                                 | 3 | sec. XVIII                                                             | Încarcă foto \| video | Raportează eroare |
| HR-II-a-B-12776                                                 | Ansamblul bisericii romano-catolice „Sf. Anton de Padua”                                    | sat Ciceu; comuna Ciceu                                        | 152-153 | sec. XVIII - XX                                                        | Încarcă foto \| video | Raportează eroare |
| HR-II-m-B-12776.02                                              | Casa parohială romano-catolică                                                              | sat Ciceu; comuna Ciceu                                        | 152 | sec. XX                                                                | Încarcă foto \| video | Raportează eroare |
| HR-II-m-B-12776.01                                              | Biserica romano-catolică „Sf. Anton de Padua”                                               | sat Ciceu; comuna Ciceu                                        | 153 | 1783, ext. 1850 (corul și sacristia)                                   |                       | Raportează eroare |
| HR-II-m-B-12777                                                 | Capela romano-catolică „Sf. Maria Mare”                                                     | sat Ciucsângeorgiu; comuna Ciucsângeorgiu                      | Pe dealul Posa, la SE de sat, cca. 2 km | înc. sec. XVIII                                                        | Încarcă foto \| video | Raportează eroare |
| HR-II-a-A-12778                                                 | Ansamblul bisericii romano-catolice „Sf. Gheorghe”                                          | sat Ciucsângeorgiu; comuna Ciucsângeorgiu                      | 12 46.30555°N 25.94777°E | sec. XV - XVIII                                                        |                       | Raportează eroare |
| HR-II-m-A-12778.01                                              | Biserica romano-catolică „Sf. Gheorghe”                                                     | sat Ciucsângeorgiu; comuna Ciucsângeorgiu                      | 12 | sec. XV - XVIII                                                        | Încarcă foto \| video | Raportează eroare |
| HR-II-m-A-12778.02                                              | Incintă fortificată                                                                         | sat Ciucsângeorgiu; comuna Ciucsângeorgiu                      | 12 | 1673                                                                   | Încarcă foto \| video | Raportează eroare |
| HR-II-a-B-12779                                                 | Gospodărie țărănească                                                                       | sat Ciucsângeorgiu; comuna Ciucsângeorgiu                      | 68 | sec. XIX                                                               | Încarcă foto \| video | Raportează eroare |
| HR-II-m-B-12779.01                                              | Casă                                                                                        | sat Ciucsângeorgiu; comuna Ciucsângeorgiu                      | 68 | 1958                                                                   | Încarcă foto \| video | Raportează eroare |
| HR-II-m-B-12779.02                                              | Șură                                                                                        | sat Ciucsângeorgiu; comuna Ciucsângeorgiu                      | 68 | sec. XIX                                                               | Încarcă foto \| video | Raportează eroare |
| HR-II-a-B-12780                                                 | Gospodărie țărănească                                                                       | sat Ciucsângeorgiu; comuna Ciucsângeorgiu                      | 69 | sec. XIX                                                               | Încarcă foto \| video | Raportează eroare |
| HR-II-m-B-12780.01                                              | Casă                                                                                        | sat Ciucsângeorgiu; comuna Ciucsângeorgiu                      | 69 | sec. XIX                                                               | Încarcă foto \| video | Raportează eroare |
| HR-II-m-B-12780.02                                              | Șură                                                                                        | sat Ciucsângeorgiu; comuna Ciucsângeorgiu                      | 69 | sec. XIX                                                               | Încarcă foto \| video | Raportează eroare |
| HR-II-m-B-12780.03                                              | Poartă                                                                                      | sat Ciucsângeorgiu; comuna Ciucsângeorgiu                      | 69 | sec. XIX                                                               | Încarcă foto \| video | Raportează eroare |
| HR-II-m-B-12781                                                 | Casa de lemn Gál Sándor                                                                     | sat Ciucsângeorgiu; comuna Ciucsângeorgiu                      | 130 | 1822                                                                   | Încarcă foto \| video | Raportează eroare |
| HR-II-m-B-12782 (RAN: 83990.09)                                 | Poarta de lemn a casei Czitkó Regina                                                        | sat Ciucsângeorgiu; comuna Ciucsângeorgiu                      | 159 | 1812                                                                   | Încarcă foto \| video | Raportează eroare |
| HR-II-m-B-12784                                                 | Casa de lemn Albert József                                                                  | sat Ciucsângeorgiu; comuna Ciucsângeorgiu                      | 257 | sec. XIX                                                               | Încarcă foto \| video | Raportează eroare |
| HR-II-m-B-12786                                                 | Casa natală a pictorului Márton Ferenc și poarta de lemn                                    | sat Ciucsângeorgiu; comuna Ciucsângeorgiu                      | 394 | 1891                                                                   | Încarcă foto \| video | Raportează eroare |
| HR-II-m-B-12787                                                 | Biserica „Sf. Gheorghe”                                                                     | sat Ciucsângeorgiu; comuna Ciucsângeorgiu                      | 530 | sec. XVIII, ref. 1840                                                  | Încarcă foto \| video | Raportează eroare |
| HR-II-a-B-12788                                                 | Gospodăria Tamás Irma                                                                       | sat Ciucsângeorgiu; comuna Ciucsângeorgiu                      | 588 | sf. sec. XIX                                                           | Încarcă foto \| video | Raportează eroare |
| HR-II-m-B-12788.01                                              | Casă                                                                                        | sat Ciucsângeorgiu; comuna Ciucsângeorgiu                      | 588 | sf. sec. XIX                                                           | Încarcă foto \| video | Raportează eroare |
| HR-II-m-B-12788.02                                              | Bucătăriadevară                                                                             | sat Ciucsângeorgiu; comuna Ciucsângeorgiu                      | 588 | sf. sec. XIX                                                           | Încarcă foto \| video | Raportează eroare |
| HR-II-m-B-12788.03                                              | Șură                                                                                        | sat Ciucsângeorgiu; comuna Ciucsângeorgiu                      | 588 | sf. sec. XIX                                                           | Încarcă foto \| video | Raportează eroare |
| HR-II-m-B-12790                                                 | Poarta casei de lemn Gál Sándor                                                             | sat Ciucsângeorgiu; comuna Ciucsângeorgiu                      | 605 | 1824                                                                   | Încarcă foto \| video | Raportează eroare |
| HR-II-a-B-12791                                                 | Gospodărie țărănească                                                                       | sat Ciucsângeorgiu; comuna Ciucsângeorgiu                      | 615 | sec. XIX                                                               | Încarcă foto \| video | Raportează eroare |
| HR-II-m-B-12791.01                                              | Casă de lemn                                                                                | sat Ciucsângeorgiu; comuna Ciucsângeorgiu                      | 615 | sec. XIX                                                               | Încarcă foto \| video | Raportează eroare |
| HR-II-m-B-12791.02                                              | Șură                                                                                        | sat Ciucsângeorgiu; comuna Ciucsângeorgiu                      | 615 | sec. XIX                                                               | Încarcă foto \| video | Raportează eroare |
| HR-II-m-B-12792                                                 | Casă de lemn și poartă                                                                      | sat Ciucsângeorgiu; comuna Ciucsângeorgiu                      | 616 | sec. XIX                                                               | Încarcă foto \| video | Raportează eroare |
| HR-II-m-B-12793 (RAN: 84184.11)                                 | Biserica unitariană                                                                         | sat Corund; comuna Corund                                      | f.n. | sec. XVI - XVIII                                                       | Alte imagini          | Raportează eroare |
| HR-II-m-B-12794                                                 | Muzeul sătesc, cu poarta de lemn                                                            | sat Corund; comuna Corund                                      | 98 | sec. XIX                                                               | Alte imagini          | Raportează eroare |
| HR-II-a-A-12795                                                 | Ansamblul bisericii romano-catolice „Sf. Cosma și Damian”                                   | sat Cozmeni; comuna Cozmeni                                    | 72 | sec. XIV - XIX                                                         | Alte imagini          | Raportează eroare |
| HR-II-m-A-12795.01                                              | Biserica romano-catolică „Sf. Cosma și Damian”                                              | sat Cozmeni; comuna Cozmeni                                    | 72 | sec. XIV, sec. XVII, sec. XIX                                          |                       | Raportează eroare |
| HR-II-m-A-12795.02                                              | Zid de incintă                                                                              | sat Cozmeni; comuna Cozmeni                                    | 72 | sec. XVII                                                              |                       | Raportează eroare |
| HR-II-m-A-12795.03                                              | Fosta casă parohială, azi sală de cateheză                                                  | sat Cozmeni; comuna Cozmeni                                    | 72 | 1720                                                                   | Încarcă foto \| video | Raportează eroare |
| HR-II-m-B-12796                                                 | Casa de lemn Szöcs Lajos                                                                    | sat Cozmeni; comuna Cozmeni                                    | 202 | 1882                                                                   | Încarcă foto \| video | Raportează eroare |
| HR-II-a-A-12797                                                 | Ansamblul bisericii unitariene                                                              | sat Crăciunel; comuna Ocland                                   | 49 46.18138°N 25.42817°E | sec. XIII-XIX                                                          |                       | Raportează eroare |
| HR-II-m-A-12797.01                                              | Biserica unitariană                                                                         | sat Crăciunel; comuna Ocland                                   | 49 | sec. XIII-XIX                                                          | Încarcă foto \| video | Raportează eroare |
| HR-II-m-A-12797.02                                              | Zid de incintă                                                                              | sat Crăciunel; comuna Ocland                                   | 49 | 1821                                                                   | Încarcă foto \| video | Raportează eroare |
| HR-II-m-B-12798 (RAN: 85261.02)                                 | Biserica romano-catolică                                                                    | sat Crăciunel; comuna Ocland                                   | 73 | sec. XVII                                                              | Încarcă foto \| video | Raportează eroare |
| HR-II-a-B-12799                                                 | Ansamblul urban „Piața Libertății I” - clădiri de locuit cu magazine la parter              | oraș Cristuru Secuiesc                                         | Piața Libertății, nr. 1-T | sf. sec. XIX-înc. sec. XX                                              |                       | Raportează eroare |
| HR-II-m-A-12819 (RAN: 83543.02)                                 | Conacul Ugron                                                                               | oraș Cristuru Secuiesc                                         | Str. Filiași 100 46.26983°N 25.01229°E | sec. XVII - XVIII                                                      | Alte imagini          | Raportează eroare |
| HR-II-m-B-12800 (RAN: 83534.27)                                 | Biserica reformată                                                                          | oraș Cristuru Secuiesc                                         | Str. Kriza János 12 46.28861°N 25.03139°E | 1822 - 1834,1866                                                       | Alte imagini          | Raportează eroare |
| HR-II-m-B-12801                                                 | Fostul Tribunal, azi spital orășenesc                                                       | oraș Cristuru Secuiesc                                         | Str. Kriza János 26 | înc. sec. XX                                                           |                       | Raportează eroare |
| HR-II-m-B-12802 (RAN: 83534.26)                                 | Casa Lengyel                                                                                | oraș Cristuru Secuiesc                                         | Piața Libertății 7 46.29133°N 25.03651°E | sec. XIX                                                               | Încarcă foto \| video | Raportează eroare |
| HR-II-m-B-12803                                                 | Casa Péter Imre                                                                             | oraș Cristuru Secuiesc                                         | Piața Libertății 21 | înc. sec. XIX                                                          | Alte imagini          | Raportează eroare |
| HR-II-m-B-12804                                                 | Fostul cazinou, azi Muzeul Molnár István                                                    | oraș Cristuru Secuiesc                                         | Piața Libertății 45 46.28957°N 25.03332°E | sec. XX                                                                |                       | Raportează eroare |
| HR-II-m-A-12805 (RAN: 83534.06)                                 | Biserica romano-catolică                                                                    | oraș Cristuru Secuiesc                                         | Piața Libertății 61 46.29055°N 25.03889°E | sec. XV - XVIII                                                        | Alte imagini          | Raportează eroare |
| HR-II-m-B-12806                                                 | Gimnaziul Superior Unitarian, azi școală generală                                           | oraș Cristuru Secuiesc                                         | Str. Orbán Balázs 16 | 1876                                                                   |                       | Raportează eroare |
| HR-II-a-B-12807                                                 | Ansamblul Conacului Gyárfás                                                                 | oraș Cristuru Secuiesc                                         | Str. Petöfi Sándor 34 46.28846°N 25.02581°E | sec. XVIII - XIX                                                       |                       | Raportează eroare |
| HR-II-m-B-12807.01                                              | Conacul Gyárfás                                                                             | oraș Cristuru Secuiesc                                         | Str. Petöfi Sándor 34 | sec. XVIII                                                             |                       | Raportează eroare |
| HR-II-m-B-12807.02                                              | Parc                                                                                        | oraș Cristuru Secuiesc                                         | Str. Petöfi Sándor 34 | sec. XVIII, sec. XIX                                                   | Încarcă foto \| video | Raportează eroare |
| HR-II-m-B-12808                                                 | Prima moară cu aburi                                                                        | oraș Cristuru Secuiesc                                         | Str. Timafalvi 24 | sec. XX                                                                |                       | Raportează eroare |
| HR-II-a-A-12809                                                 | Ansamblul bisericii reformate                                                               | sat Cușmed; comuna Atid                                        | 85-86 46.47972°N 25.04457°E | sec. XIII - XVIII                                                      | Alte imagini          | Raportează eroare |
| HR-II-m-A-12809.01                                              | Biserica reformată                                                                          | sat Cușmed; comuna Atid                                        | 85-86 | sec. XIII - XVIII                                                      | Alte imagini          | Raportează eroare |
| HR-II-m-A-12809.02                                              | Clopotniță de lemn                                                                          | sat Cușmed; comuna Atid                                        | 85-86 | 1747                                                                   | Alte imagini          | Raportează eroare |
| HR-II-m-A-12809.03                                              | Zid de incintă                                                                              | sat Cușmed; comuna Atid                                        | 85-86 | sec. XVIII                                                             | Alte imagini          | Raportează eroare |
| HR-II-m-B-12810                                                 | Casa olarului Bereczki Zsigmond                                                             | sat Cușmed; comuna Atid                                        | 147 | 1858                                                                   |                       | Raportează eroare |
| HR-II-a-A-12811 (RAN: 86240.01)                                 | Ansamblul bisericii reformate                                                               | sat Daia; comuna Ulieș                                         | 12 46.19479°N 25.31158°E | sec. XIV - XVIII                                                       |                       | Raportează eroare |
| HR-II-m-A-12811.01                                              | Biserica reformată                                                                          | sat Daia; comuna Ulieș                                         | 12 | sec. XIV - XVIII                                                       |                       | Raportează eroare |
| HR-II-m-A-12811.02                                              | Zid de incintă                                                                              | sat Daia; comuna Ulieș                                         | 12 | 1779                                                                   |                       | Raportează eroare |
| HR-II-s-A-12812                                                 | Situl rural Dârjiu                                                                          | sat Dârjiu; comuna Dârjiu                                      | Sit delimitat cf. avizului de clasare 809/E/1998 al Ministerului Culturii | sec. XV - XX                                                           |                       | Raportează eroare |
| HR-II-a-A-12813 (RAN: 84399.02)                                 | Ansamblul bisericii unitariene fortificate                                                  | sat Dârjiu; comuna Dârjiu                                      | Str. Alszeg 164 46.20472°N 25.19888°E | sec. XV - XVIII                                                        | Alte imagini          | Raportează eroare |
| HR-II-m-A-12813.01 (RAN: 84399.02.01)                           | Biserica unitariană                                                                         | sat Dârjiu; comuna Dârjiu                                      | Str. Alszeg 164 | sec. XV - XVIII                                                        |                       | Raportează eroare |
| HR-II-m-A-12813.02 (RAN: 84399.02.02)                           | Incintă fortificată                                                                         | sat Dârjiu; comuna Dârjiu                                      | Str. Alszeg 164 | sec. XV                                                                |                       | Raportează eroare |
| HR-II-a-A-12814                                                 | Ansamblul bisericii romano-catolice „Sf. Ioan Botezătorul”                                  | sat Delnița; comuna Păuleni-Ciuc                               | 206 A 46.40931°N 25.82284°E | sec. XIV - XVIII                                                       |                       | Raportează eroare |
| HR-II-m-A-12814.01                                              | Biserica romano-catolică „Sf. Ioan Botezătorul”                                             | sat Delnița; comuna Păuleni-Ciuc                               | 206 A | sec. XIV - XVIII                                                       |                       | Raportează eroare |
| HR-II-m-A-12814.02                                              | Zid de incintă                                                                              | sat Delnița; comuna Păuleni-Ciuc                               | 206 A | sec. XVIII                                                             | Încarcă foto \| video | Raportează eroare |
| HR-II-m-B-12815                                                 | Măcelaria veche                                                                             | sat Ditrău; comuna Ditrău                                      | Str. Cerbului 7 | înc. sec. XX                                                           | Încarcă foto \| video | Raportează eroare |
| HR-II-a-B-12816 (RAN: 84353.03)                                 | Ansamblul bisericii romano-catolice „Sf. Ecaterina”                                         | sat Ditrău; comuna Ditrău                                      | Str. Libertății 27 46.80163°N 25.49891°E | 1750-1800                                                              | Alte imagini          | Raportează eroare |
| HR-II-m-B-12816.01                                              | Biserica romano-catolică „Sf. Ecaterina”                                                    | sat Ditrău; comuna Ditrău                                      | Str. Libertății 27 46.83483°N 25.513°E | 1747                                                                   |                       | Raportează eroare |
| HR-II-m-B-12816.02                                              | Zid de incintă, cu ediculul porții                                                          | sat Ditrău; comuna Ditrău                                      | Str. Libertății 27 | 1760,1771                                                              |                       | Raportează eroare |
| HR-II-a-A-12817                                                 | Ansamblul bisericii reformate                                                               | sat Feliceni; comuna Feliceni                                  | 19 | sec. XIII-XIX                                                          | Alte imagini          | Raportează eroare |
| HR-II-m-A-12817.01                                              | Biserica reformată                                                                          | sat Feliceni; comuna Feliceni                                  | 19 | sec. XIII-XIX                                                          | Alte imagini          | Raportează eroare |
| HR-II-m-A-12817.02                                              | Zid de incintă                                                                              | sat Feliceni; comuna Feliceni                                  | 19 | 1670                                                                   |                       | Raportează eroare |
| HR-II-m-B-12820 (RAN: 83543.13)                                 | Biserică unitariană și reformată                                                            | localitatea Filiaș; oraș Cristuru Secuiesc                     | Str. Filiași 59 | 1801 - 1803                                                            | Alte imagini          | Raportează eroare |
| HR-II-a-A-12822 (RAN: 83240.01)                                 | Ansamblul bisericii reformate                                                               | sat Forțeni; comuna Feliceni                                   | 6 | sec. XIV - XIX                                                         | Alte imagini          | Raportează eroare |
| HR-II-m-A-12822.01 (RAN: 83240.01.01)                           | Biserica reformată                                                                          | sat Forțeni; comuna Feliceni                                   | 6 | sec. XIV - XIX                                                         | Alte imagini          | Raportează eroare |
| HR-II-m-A-12822.02 (RAN: 83240.01.02)                           | Zid de incintă                                                                              | sat Forțeni; comuna Feliceni                                   | 6 | sec. XIV - XIX                                                         |                       | Raportează eroare |
| HR-II-m-B-12823                                                 | Clopotnița de lemn a bisericii romano-catolice                                              | sat Frumoasa; comuna Frumoasa                                  | Str. Bisericii, lângă casa cu nr. 109 | sec. XIX                                                               | Încarcă foto \| video | Raportează eroare |
| HR-II-m-B-12824 (RAN: 84479.01)                                 | Biserica de lemn „Adormirea Maicii Domnului”                                                | sat Gălăuțaș; comuna Gălăuțaș                                  | 129 | 1791,1903 strămutată din Toplițaîn Gălăuțaș                            |                       | Raportează eroare |
| HR-II-a-B-12825                                                 | Ansamblul urban „Piața Libertății II” - clădiri de locuit cu magazine la parter             | municipiul Gheorgheni                                          | Piața Libertății de la nr. 1-30 și str. Márton Áron de la 1-7 | sf. sec. XIX-înc. sec. XX                                              | Încarcă foto \| video | Raportează eroare |
| HR-II-m-B-12828 (RAN: 83570.08)                                 | Clădirea primei Cooperative de Credit                                                       | municipiul Gheorgheni                                          | Str. Băii 5 | înc. sec. XIX                                                          | Încarcă foto \| video | Raportează eroare |
| HR-II-m-B-12829                                                 | Clopotnița de lemn a bisericii romano-catolice                                              | municipiul Gheorgheni                                          | Str. Békény (Belchiei) 70 | sec. XIX                                                               | Încarcă foto \| video | Raportează eroare |
| HR-II-m-B-12830                                                 | Moară de apă, fosta moară Tinka                                                             | municipiul Gheorgheni                                          | Str. Békény (Belchiei) 77 | 1868                                                                   | Încarcă foto \| video | Raportează eroare |
| HR-II-a-A-12838                                                 | Ansamblul bisericii armeano-catolice „Nașterea Maicii Domnului”                             | municipiul Gheorgheni                                          | Str. Biserica Armeană 1 46.72474°N 25.60586°E | sec. XVII - XVIII                                                      | Alte imagini          | Raportează eroare |
| HR-II-m-A-12838.01                                              | Biserica armeano-catolică „Nașterea Maicii Domnului”                                        | municipiul Gheorgheni                                          | Str. Biserica Armeană 1 | sec. XVII - XVIII                                                      |                       | Raportează eroare |
| HR-II-m-A-12838.02                                              | Capelă                                                                                      | municipiul Gheorgheni                                          | Str. Biserica Armeană 1 | 1650                                                                   | Încarcă foto \| video | Raportează eroare |
| HR-II-m-A-12838.03                                              | Zid de incintă                                                                              | municipiul Gheorgheni                                          | Str. Biserica Armeană 1 | 1748                                                                   | Încarcă foto \| video | Raportează eroare |
| HR-II-m-B-12827                                                 | Clopotnița de lemn a bisericii romano-catolice                                              | municipiul Gheorgheni                                          | Str. Clopotniței 2 | sec. XIX                                                               | Alte imagini          | Raportează eroare |
| HR-II-m-B-12831                                                 | Biserica „Sf. Gheorghe”                                                                     | municipiul Gheorgheni                                          | Str. Cristea Miron 10 | 1929 - 1937                                                            | Încarcă foto \| video | Raportează eroare |
| HR-II-m-B-12832                                                 | Conacul „Benedek”                                                                           | municipiul Gheorgheni                                          | Str. Gábor Áron 18 | 1840                                                                   | Alte imagini          | Raportează eroare |
| HR-II-m-B-12833                                                 | Tribunal, azi Judecătorie                                                                   | municipiul Gheorgheni                                          | Str. Kossuth Lajos 4 | înc. sec. XX                                                           | Încarcă foto \| video | Raportează eroare |
| HR-II-m-B-12834                                                 | Liceul Salamon Ernö                                                                         | municipiul Gheorgheni                                          | Bd. Lacul Roșu 3-5 | 1911 - 1915                                                            |                       | Raportează eroare |
| HR-II-m-B-12835 (RAN: 83570.06)                                 | Casa Czaran                                                                                 | municipiul Gheorgheni                                          | Str. Márton Áron 7 | sec. XVII - XVIII                                                      |                       | Raportează eroare |
| HR-II-a-A-12836                                                 | Ansamblul bisericii romano-catolice „Sf. Nicolae”                                           | municipiul Gheorgheni                                          | Str. Márton Áron 9-11 46.72231°N 25.60343°E | sec. XV - XVIII                                                        | Alte imagini          | Raportează eroare |
| HR-II-m-A-12836.01 (RAN: 83570.05.01)                           | Biserica romano-catolică „Sf. Nicolae”                                                      | municipiul Gheorgheni                                          | Str. Márton Áron 9-11 | sec. XV - XVIII                                                        |                       | Raportează eroare |
| HR-II-m-A-12836.02 (RAN: 83570.05.02)                           | Zidul de incintă                                                                            | municipiul Gheorgheni                                          | Str. Márton Áron 9-11 | 1756                                                                   |                       | Raportează eroare |
| HR-II-m-A-12836.03 (RAN: 83570.05.03)                           | Casa parohială veche                                                                        | municipiul Gheorgheni                                          | Str. Márton Áron 9-11 | 1758                                                                   |                       | Raportează eroare |
| HR-II-a-B-12837 (RAN: 83570.04)                                 | Ansamblul urban „Str. Márton Áron”                                                          | municipiul Gheorgheni                                          | Str. Márton Áron 10, 12, 14 | sec. XVIII - XIX                                                       | Alte imagini          | Raportează eroare |
| HR-II-m-B-21127                                                 | Sinagoga cultului mozaic ortodox                                                            | municipiul Gheorgheni                                          | str. Nicolae Bălcescu nr. 9 46.72333°N 25.59692°E |                                                                        |                       | Raportează eroare |
| HR-II-m-B-12839                                                 | Casa parohială armeano-catolică                                                             | municipiul Gheorgheni                                          | Piața Petöfi Sándor 4 | sec. XIX                                                               | Alte imagini          | Raportează eroare |
| HR-II-m-B-12840 (RAN: 83570.07)                                 | Muzeul orășenesc „Tarisznyas Marton” (fosta casă Vertan)                                    | municipiul Gheorgheni                                          | Str. Rákoczi Ferenc 1 | 1770 - 1787                                                            | Alte imagini          | Raportează eroare |
| HR-II-m-B-12842 (RAN: 84996.03)                                 | Casă de piatră (fosta casă Benedek Iulianna)                                                | sat Ghipeș; comuna Mărtiniș                                    | 22 | sec. XVIII                                                             | Alte imagini          | Raportează eroare |
| HR-II-a-B-12843                                                 | Gospodărie țărănească                                                                       | sat Hodoșa; comuna Sărmaș                                      | 1542 | înc. sec. XX                                                           | Încarcă foto \| video | Raportează eroare |
| HR-II-m-B-12843.01                                              | Casă                                                                                        | sat Hodoșa; comuna Sărmaș                                      | 1542 | înc. sec. XX                                                           | Încarcă foto \| video | Raportează eroare |
| HR-II-m-B-12843.02                                              | Bucătăriedevară                                                                             | sat Hodoșa; comuna Sărmaș                                      | 1542 | înc. sec. XX                                                           | Încarcă foto \| video | Raportează eroare |
| HR-II-m-B-12843.03                                              | Celar                                                                                       | sat Hodoșa; comuna Sărmaș                                      | 1542 | înc. sec. XX                                                           | Încarcă foto \| video | Raportează eroare |
| HR-II-m-B-12843.04                                              | Șură                                                                                        | sat Hodoșa; comuna Sărmaș                                      | 1542 | înc. sec. XX                                                           | Încarcă foto \| video | Raportează eroare |
| HR-II-m-B-12844 (RAN: 86268.01)                                 | Biserica reformată                                                                          | sat Ighiu; comuna Ulieș                                        | Lângă nr. 56 | 1784, 1792                                                             |                       | Raportează eroare |
| HR-II-m-B-12845                                                 | Casa Váncsa M. Éva                                                                          | sat Imper; comuna Plăieșii de Jos                              | 116 | 1901                                                                   | Încarcă foto \| video | Raportează eroare |
| HR-II-m-B-12846                                                 | Conacul Balázsi                                                                             | sat Imper; comuna Plăieșii de Jos                              | 288 46.22127°N 26.10292°E | 1833                                                                   |                       | Raportează eroare |
| HR-II-a-B-12847                                                 | Gospodărie țărănească                                                                       | sat Ineu; comuna Cârța                                         | Str. Oltmejéke 222 | 1874                                                                   | Încarcă foto \| video | Raportează eroare |
| HR-II-m-B-12847.01                                              | Casă                                                                                        | sat Ineu; comuna Cârța                                         | Str. Oltmejéke 222 | 1874                                                                   | Încarcă foto \| video | Raportează eroare |
| HR-II-m-B-12847.02                                              | Bucătărie de vară                                                                           | sat Ineu; comuna Cârța                                         | Str. Oltmejéke 222 | 1874                                                                   | Încarcă foto \| video | Raportează eroare |
| HR-II-m-B-12847.03                                              | Grajd                                                                                       | sat Ineu; comuna Cârța                                         | Str. Oltmejéke 222 | 1874                                                                   | Încarcă foto \| video | Raportează eroare |
| HR-II-a-A-12848                                                 | Ansamblul bisericii unitariene                                                              | sat Inlăceni; comuna Atid                                      | 80 | sec. XV - XIX                                                          | Alte imagini          | Raportează eroare |
| HR-II-m-A-12848.01                                              | Biserica unitariană                                                                         | sat Inlăceni; comuna Atid                                      | 80 | sec. XV - XIX, turn 1688                                               |                       | Raportează eroare |
| HR-II-m-A-12848.02                                              | Zid de incintă                                                                              | sat Inlăceni; comuna Atid                                      | 80 | 1753                                                                   |                       | Raportează eroare |
| HR-II-a-B-12849                                                 | Ansamblul bisericii romano-catolice                                                         | sat Joseni; comuna Joseni                                      | 633 46.70063°N 25.50378°E | sec. XIII-XIX                                                          | Alte imagini          | Raportează eroare |
| HR-II-m-B-12849.01                                              | Biserica romano-catolică                                                                    | sat Joseni; comuna Joseni                                      | 633 | sec. XIII - XVIII                                                      |                       | Raportează eroare |
| HR-II-m-B-12849.02                                              | Casa parohială                                                                              | sat Joseni; comuna Joseni                                      | 633 | 1878                                                                   | Încarcă foto \| video | Raportează eroare |
| HR-II-m-A-12851 (RAN: 84601.05)                                 | Capela romano-catolică                                                                      | sat Lăzarea; comuna Lăzarea                                    | pe dealul Szármány 43.75195°N 25.52833°E | sec. XVI                                                               | Încarcă foto \| video | Raportează eroare |
| HR-II-a-A-12852                                                 | Ansamblul bisericii romano-catolice                                                         | sat Lăzarea; comuna Lăzarea                                    | 548 46.74833°N 25.53722°E | sec. XIII - XVIII                                                      | Alte imagini          | Raportează eroare |
| HR-II-m-A-12852.01                                              | Biserica romano-catolică „A Tuturor Sfinților”                                              | sat Lăzarea; comuna Lăzarea                                    | 548 | 1235, sec. XV - XVIII                                                  |                       | Raportează eroare |
| HR-II-m-A-12852.02                                              | Zid de incintă                                                                              | sat Lăzarea; comuna Lăzarea                                    | 548 | sec. XVII - XVIII                                                      |                       | Raportează eroare |
| HR-II-a-A-12853 (RAN: 84601.02, 84601.06)                       | Mănăstirea Franciscană                                                                      | sat Lăzarea; comuna Lăzarea                                    | 549 46.7513°N 25.53408°E | sec. XVI - XIX                                                         | Alte imagini          | Raportează eroare |
| HR-II-m-A-12853.01 (RAN: 84601.02.04, 84601.06.01)              | Biserica mănăstirii franciscane, cu capela și cripta                                        | sat Lăzarea; comuna Lăzarea                                    | 549 | 1558, sec. XVI - XVII                                                  |                       | Raportează eroare |
| HR-II-m-A-12853.02                                              | Claustrul mănăstirii franciscane                                                            | sat Lăzarea; comuna Lăzarea                                    | 549 | 1558, ref. sec. XVIII                                                  | Încarcă foto \| video | Raportează eroare |
| HR-II-a-A-12854                                                 | Ansamblul castelului Lázar                                                                  | sat Lăzarea; comuna Lăzarea                                    | 709 46.74901°N 25.53052°E | sec. XVI - XVIII                                                       | Alte imagini          | Raportează eroare |
| HR-II-m-A-12854.01                                              | Corpul porții (casa veche)                                                                  | sat Lăzarea; comuna Lăzarea                                    | 709 46.74877°N 25.53058°E | 1532, sec. XVIII                                                       |                       | Raportează eroare |
| HR-II-m-A-12854.02                                              | Sala cavalerilor (sala dietei)                                                              | sat Lăzarea; comuna Lăzarea                                    | 709 46.74962°N 25.53014°E | 1532, sec. XVIII                                                       |                       | Raportează eroare |
| HR-II-m-A-12854.03                                              | Casa doamnelor                                                                              | sat Lăzarea; comuna Lăzarea                                    | 709 | 1532, sec. XVIII                                                       | Încarcă foto \| video | Raportează eroare |
| HR-II-m-A-12854.04                                              | Bastionul sud-vestic                                                                        | sat Lăzarea; comuna Lăzarea                                    | 709 46.74863°N 25.53014°E | 1532, sec. XVIII                                                       |                       | Raportează eroare |
| HR-II-m-A-12854.05                                              | Bastionul sud-estic                                                                         | sat Lăzarea; comuna Lăzarea                                    | 709 46.74877°N 25.53106°E | 1532, sec. XVIII                                                       |                       | Raportează eroare |
| HR-II-m-A-12854.06                                              | Bastionul nord-vestic                                                                       | sat Lăzarea; comuna Lăzarea                                    | 709 | 1532, sec. XVIII                                                       | Încarcă foto \| video | Raportează eroare |
| HR-II-m-A-12854.07                                              | Bastionul nord-estic                                                                        | sat Lăzarea; comuna Lăzarea                                    | 709 | 1532, sec. XVIII                                                       |                       | Raportează eroare |
| HR-II-m-A-12854.08                                              | Temnița                                                                                     | sat Lăzarea; comuna Lăzarea                                    | 709 | 1532, sec. XVIII                                                       | Încarcă foto \| video | Raportează eroare |
| HR-II-m-A-12854.09                                              | Zidul de incintă și ruinele fostelor clădiri din interiorul incintei                        | sat Lăzarea; comuna Lăzarea                                    | 709 | 1631 - 1632                                                            | Încarcă foto \| video | Raportează eroare |
| HR-II-m-B-12855                                                 | Biserica romano-catolică „Ziua Domnului”                                                    | sat Lăzărești; comuna Cozmeni                                  | 252 | 1883                                                                   | Încarcă foto \| video | Raportează eroare |
| HR-II-m-B-12856 (RAN: 85822.04)                                 | Biserica „Sf. Nicolae”                                                                      | sat Lăzărești; comuna Cozmeni                                  | 253 | sec. XVIII                                                             | Încarcă foto \| video | Raportează eroare |
| HR-II-a-A-12857                                                 | Ansamblul bisericii romano-catolice „Sf. Duh”                                               | sat Leliceni; comuna Leliceni                                  | 37 46.34805°N 25.85277°E | sec. XV - XIX                                                          |                       | Raportează eroare |
| HR-II-m-A-12857.01                                              | Biserica romano-catolică „Sf. Duh”                                                          | sat Leliceni; comuna Leliceni                                  | 37 | sec. XV - XIX                                                          | Încarcă foto \| video | Raportează eroare |
| HR-II-m-A-12857.02                                              | Zid de incintă                                                                              | sat Leliceni; comuna Leliceni                                  | 37 | sec. XVII                                                              | Încarcă foto \| video | Raportează eroare |
| HR-II-m-B-12859                                                 | Fântână de sare, acoperită                                                                  | sat Lueta; comuna Lueta                                        | Lângă nr. 481 | 1866                                                                   | Încarcă foto \| video | Raportează eroare |
| HR-II-m-B-12858                                                 | Piuă                                                                                        | sat Lueta; comuna Lueta                                        | 340 | sec. XIX, ref. 1921, cu piese originare                                | Încarcă foto \| video | Raportează eroare |
| HR-II-m-B-12860                                                 | Casa Ladó                                                                                   | sat Lueta; comuna Lueta                                        | 995 | mijl. sec. XIX                                                         | Încarcă foto \| video | Raportează eroare |
| HR-II-m-B-12861                                                 | Moară de apă                                                                                | sat Lunca de Jos; comuna Lunca de Jos                          | Str. Principală 605 | sec. XIX                                                               | Încarcă foto \| video | Raportează eroare |
| HR-II-m-B-12862                                                 | Casă de lemn cu cuptor în pridvor                                                           | sat Lupeni; comuna Lupeni                                      | Str. Pap 513 | sec. XIX                                                               | Încarcă foto \| video | Raportează eroare |
| HR-II-a-A-12863 (RAN: 85190.02)                                 | Ansamblul bisericii reformate                                                               | sat Lutița; comuna Mugeni                                      | 307 | sec. XV - XVIII                                                        | Alte imagini          | Raportează eroare |
| HR-II-m-A-12863.01                                              | Biserica reformată                                                                          | sat Lutița; comuna Mugeni                                      | 307 | sec. XV - XVIII                                                        |                       | Raportează eroare |
| HR-II-m-A-12863.02                                              | Zid de incintă cu turn de poartă                                                            | sat Lutița; comuna Mugeni                                      | 307 | 1628,1729                                                              |                       | Raportează eroare |
| HR-II-m-B-12864 (RAN: 84255.02)                                 | Moară de apă                                                                                | sat Mădăraș; comuna Mădăraș                                    | 629 | înc. sec. XIX                                                          | Încarcă foto \| video | Raportează eroare |
| HR-II-a-B-12865 (RAN: 84932.07)                                 | Ansamblul bisericii unitariene                                                              | sat Mărtiniș; comuna Mărtiniș                                  | 33 | sec. XV - XIX                                                          | Încarcă foto \| video | Raportează eroare |
| HR-II-m-B-12865.01                                              | Biserica unitariană                                                                         | sat Mărtiniș; comuna Mărtiniș                                  | 33 | 1889                                                                   | Încarcă foto \| video | Raportează eroare |
| HR-II-m-B-12865.02                                              | Ruinele incintei fortificate și turnul de poartă                                            | sat Mărtiniș; comuna Mărtiniș                                  | 33 | sec. XV                                                                | Încarcă foto \| video | Raportează eroare |
| HR-II-m-B-12866                                                 | Casa Kerekes Julcsa, cu poarta                                                              | sat Mărtiniș; comuna Mărtiniș                                  | 135 | sf. sec. XIX                                                           | Încarcă foto \| video | Raportează eroare |
| HR-II-m-A-12867 (RAN: 84932.06)                                 | Conacul Ugron                                                                               | sat Mărtiniș; comuna Mărtiniș                                  | 46.23501°N 25.39159°E | 1790                                                                   |                       | Raportează eroare |
| HR-II-a-B-12868                                                 | Gospodăria Szabó Dénes                                                                      | sat Mărtiniș; comuna Mărtiniș                                  | Str. Superioară 108 | sec. XIX                                                               | Încarcă foto \| video | Raportează eroare |
| HR-II-m-B-12868.01                                              | Casă                                                                                        | sat Mărtiniș; comuna Mărtiniș                                  | Str. Superioară 108 | 1892                                                                   | Încarcă foto \| video | Raportează eroare |
| HR-II-m-B-12868.02                                              | Bucătărie                                                                                   | sat Mărtiniș; comuna Mărtiniș                                  | Str. Superioară 108 | sec. XIX                                                               | Încarcă foto \| video | Raportează eroare |
| HR-II-m-B-12868.03                                              | Șură                                                                                        | sat Mărtiniș; comuna Mărtiniș                                  | Str. Superioară 108 | 1892                                                                   | Încarcă foto \| video | Raportează eroare |
| HR-II-m-B-12868.04                                              | Poartă de piatră                                                                            | sat Mărtiniș; comuna Mărtiniș                                  | Str. Superioară 108 | sec. XIX                                                               | Încarcă foto \| video | Raportează eroare |
| HR-II-a-B-12869                                                 | Gospodăria Blága Andrásné                                                                   | sat Mărtiniș; comuna Mărtiniș                                  | Str. Superioară 139 | sec. XIX                                                               | Încarcă foto \| video | Raportează eroare |
| HR-II-m-B-12869.01                                              | Casa                                                                                        | sat Mărtiniș; comuna Mărtiniș                                  | Str. Superioară 139 | sec. XIX                                                               | Încarcă foto \| video | Raportează eroare |
| HR-II-m-B-12869.02                                              | Poartă de piatră                                                                            | sat Mărtiniș; comuna Mărtiniș                                  | Str. Superioară 139 | sec. XIX                                                               | Încarcă foto \| video | Raportează eroare |
| HR-II-a-B-12870                                                 | Gospodăria Bató Vilmos                                                                      | sat Mărtiniș; comuna Mărtiniș                                  | Str. Superioară 140 | sec. XIX                                                               | Încarcă foto \| video | Raportează eroare |
| HR-II-m-B-12870.01                                              | Casă                                                                                        | sat Mărtiniș; comuna Mărtiniș                                  | Str. Superioară 140 | sec. XIX                                                               | Încarcă foto \| video | Raportează eroare |
| HR-II-m-B-12870.02                                              | Poartă de piatră                                                                            | sat Mărtiniș; comuna Mărtiniș                                  | Str. Superioară 140 | sec. XIX                                                               | Încarcă foto \| video | Raportează eroare |
| HR-II-a-B-12871                                                 | Gospodăria Dombi Vilma                                                                      | sat Mărtiniș; comuna Mărtiniș                                  | Str. Superioară 191 | sec. XIX                                                               | Încarcă foto \| video | Raportează eroare |
| HR-II-m-B-12871.01                                              | Casă                                                                                        | sat Mărtiniș; comuna Mărtiniș                                  | Str. Superioară 191 | sec. XIX                                                               | Încarcă foto \| video | Raportează eroare |
| HR-II-m-B-12871.02                                              | Poartă de piatră                                                                            | sat Mărtiniș; comuna Mărtiniș                                  | Str. Superioară 191 | sec. XIX                                                               | Încarcă foto \| video | Raportează eroare |
| HR-II-a-B-12872                                                 | Ansamblul bisericii reformate                                                               | sat Mătișeni; comuna Mugeni                                    | 3 | sec. XV - XVIII                                                        | Alte imagini          | Raportează eroare |
| HR-II-m-B-12872.01                                              | Biserica reformată                                                                          | sat Mătișeni; comuna Mugeni                                    | 3 | sec. XV - XVIII                                                        |                       | Raportează eroare |
| HR-II-m-B-12872.02                                              | Zid de incintă                                                                              | sat Mătișeni; comuna Mugeni                                    | 3 | sec. XV - XVIII                                                        |                       | Raportează eroare |
| HR-II-m-B-12873 (RAN: 86071.12)                                 | Biserica unitariană                                                                         | sat Medișoru Mare; comuna Șimonești                            | 44-45 | sec. XV - XIX                                                          | Alte imagini          | Raportează eroare |
| HR-II-m-B-12874 (RAN: 85065.06)                                 | Biserica unitariană                                                                         | sat Merești; comuna Merești                                    | Str. Principală 553 | 1789 - 1793                                                            | Alte imagini          | Raportează eroare |
| HR-II-m-B-12876 (RAN: 85083.10)                                 | Moară de apă                                                                                | sat Mihăileni; comuna Mihăileni                                | 44 | înc. sec. XIX                                                          | Încarcă foto \| video | Raportează eroare |
| HR-II-a-A-12875                                                 | Ansamblul bisericii romano-catolice „Sf. Mihail”                                            | sat Mihăileni; comuna Mihăileni                                | 184 A 46.47316°N 25.82598°E | sec. XV - XIX                                                          | Alte imagini          | Raportează eroare |
| HR-II-m-A-12875.01                                              | Biserica romano-catolică „Sf. Mihail”                                                       | sat Mihăileni; comuna Mihăileni                                | 184 A | sec. XV - XIX                                                          | Încarcă foto \| video | Raportează eroare |
| HR-II-m-A-12875.02                                              | Zid de incintă                                                                              | sat Mihăileni; comuna Mihăileni                                | 184 A | sec. XVII                                                              | Încarcă foto \| video | Raportează eroare |
| HR-II-m-B-12877 (RAN: 85083.09)                                 | Conacul Bialis                                                                              | sat Mihăileni; comuna Mihăileni                                | 254 A 46.47312°N 25.82556°E | înc. sec. XIX                                                          | Încarcă foto \| video | Raportează eroare |
| HR-II-m-B-12878                                                 | Fostă cârciumă, azi casa de lemn (Balogh Anna)                                              | sat Mihăileni; comuna Mihăileni                                | 315 | 1889                                                                   | Încarcă foto \| video | Raportează eroare |
| HR-II-a-A-12880 (RAN: 85733.01)                                 | Ansamblul bisericii romano-catolice „A Tuturor Sfinților”                                   | sat Misentea; comuna Leliceni                                  | 178 46.32667°N 25.8925°E | sec. XIII-XIX                                                          |                       | Raportează eroare |
| HR-II-m-A-12880.01                                              | Biserica romano-catolică „A Tuturor Sfinților”                                              | sat Misentea; comuna Leliceni                                  | 178 | 1330, sec. XV - XIX                                                    | Încarcă foto \| video | Raportează eroare |
| HR-II-m-A-12880.02                                              | Zid de incintă                                                                              | sat Misentea; comuna Leliceni                                  | 178 | 1247, sec. XV - XIX                                                    | Încarcă foto \| video | Raportează eroare |
| HR-II-a-A-12881 (RAN: 85136.05)                                 | Ansamblul bisericii reformate                                                               | sat Mugeni; comuna Mugeni                                      | 232 46.2556°N 25.22709°E | sec. XIII-XIX                                                          | Alte imagini          | Raportează eroare |
| HR-II-m-A-12881.01 (RAN: 85136.05.01)                           | Biserica reformată                                                                          | sat Mugeni; comuna Mugeni                                      | 232 | sec. XIII-XIX                                                          | Încarcă foto \| video | Raportează eroare |
| HR-II-m-A-12881.02 (RAN: 85136.05.02)                           | Zid de incintă                                                                              | sat Mugeni; comuna Mugeni                                      | 232 | sec. XIII-XIX                                                          | Încarcă foto \| video | Raportează eroare |
| HR-II-a-B-12882 (RAN: 84406.03)                                 | Ansamblul bisericii reformate                                                               | sat Mujna; comuna Dârjiu                                       | 54 | sec. XV - înc. sec. XIX                                                | Alte imagini          | Raportează eroare |
| HR-II-m-B-12882.01 (RAN: 84406.03.01)                           | Biserica reformată                                                                          | sat Mujna; comuna Dârjiu                                       | 54 | sec. XV - înc. sec. XIX                                                | Alte imagini          | Raportează eroare |
| HR-II-m-B-12882.02 (RAN: 84406.03.02)                           | Turn-clopotniță                                                                             | sat Mujna; comuna Dârjiu                                       | 54 | sec. XV - înc. sec. XIX                                                |                       | Raportează eroare |
| HR-II-m-B-12882.03 (RAN: 84406.03.03)                           | Zid de incintă (fragmente)                                                                  | sat Mujna; comuna Dârjiu                                       | 54 | sec. XV - înc. sec. XIX                                                | Încarcă foto \| video | Raportează eroare |
| HR-II-a-A-12883                                                 | Ansamblul bisericii romano-catolice „Sf. Nicolae”                                           | sat Nicolești; comuna Frumoasa                                 | 96 | sec. XV - XIX                                                          | Încarcă foto \| video | Raportează eroare |
| HR-II-m-A-12883.01                                              | Biserica romano-catolică „Sf. Nicolae”                                                      | sat Nicolești; comuna Frumoasa                                 | 96 | sec. XV - XIX                                                          | Încarcă foto \| video | Raportează eroare |
| HR-II-m-A-12883.02                                              | Zid de incintă                                                                              | sat Nicolești; comuna Frumoasa                                 | 96 | sec. XVII                                                              | Încarcă foto \| video | Raportează eroare |
| HR-II-m-A-12883.03                                              | Casa parohială veche                                                                        | sat Nicolești; comuna Frumoasa                                 | 96 | 1824                                                                   | Încarcă foto \| video | Raportează eroare |
| HR-II-a-B-12884 (RAN: 85252.04)                                 | Ansamblul bisericii unitariene                                                              | sat Ocland; comuna Ocland                                      | 58 | sec. XIII-XX                                                           |                       | Raportează eroare |
| HR-II-m-B-12884.01 (RAN: 85252.04.01)                           | Biserica unitariană                                                                         | sat Ocland; comuna Ocland                                      | 58 | sec. XIII-XX                                                           |                       | Raportează eroare |
| HR-II-m-B-12884.02 (RAN: 85252.04.02)                           | Zidul de incintă cu turnul de poartă                                                        | sat Ocland; comuna Ocland                                      | 58 | 1654 (turn), 1750 (zid)                                                | Încarcă foto \| video | Raportează eroare |
| HR-II-m-B-12885                                                 | Casa de lemn (Fábián Vince), cu cuptor de ceramică smălțuită                                | sat Ocna de Sus; comuna Praid                                  | 144 | înc. sec. XIX                                                          |                       | Raportează eroare |
| HR-II-a-A-12886                                                 | Ansamblul bisericii reformate                                                               | sat Ocna de Sus; comuna Praid                                  | 261-262 | sec. XIV - XIX                                                         | Alte imagini          | Raportează eroare |
| HR-II-m-A-12886.01                                              | Biserica reformată                                                                          | sat Ocna de Sus; comuna Praid                                  | 261-262 | sec. XIV - XIX                                                         |                       | Raportează eroare |
| HR-II-m-A-12886.02                                              | Zid de incintă                                                                              | sat Ocna de Sus; comuna Praid                                  | 261-262 | 1780                                                                   |                       | Raportează eroare |
| HR-II-m-B-12887 (RAN: 83142.17)                                 | Cetatea Budvar                                                                              | municipiul Odorheiu Secuiesc                                   | La ieșirea sudică din oraș, pe dealul numit „Buda Vár”, la cca. 2 km spre vest | sec. X - XI                                                            | Încarcă foto \| video | Raportează eroare |
| HR-II-a-B-12888                                                 | Ansamblul urban „Str. Bethlen Gábor”                                                        | municipiul Odorheiu Secuiesc                                   | Str. Bethlen Gábor de la nr. 1-16 | sf. sec. XIX-înc. sec. XX                                              |                       | Raportează eroare |
| HR-II-a-B-12889                                                 | Ansamblul urban „Str. Cetății” - case de breslaș cu atelier șiprăvălie la parter            | municipiul Odorheiu Secuiesc                                   | Str. Cetății nr. 1-6 | sec. XIX                                                               | Alte imagini          | Raportează eroare |
| HR-II-a-B-12890                                                 | Ansamblul urban „Str. Kossuth Lajos” - strada comercială                                    | municipiul Odorheiu Secuiesc                                   | Str. Kossuth Lajos | sec. XVIII - XX                                                        |                       | Raportează eroare |
| HR-II-a-B-12891                                                 | Ansamblul urban „Piața”                                                                     | municipiul Odorheiu Secuiesc                                   | Piața Primăriei, Piața márton Áron, Piața Libertății | sec. XVIII - XIX                                                       | Alte imagini          | Raportează eroare |
| HR-II-a-B-12892                                                 | Ansamblul urban „Str. Tompa László”                                                         | municipiul Odorheiu Secuiesc                                   | Str. Tompa László | sec. XIX                                                               |                       | Raportează eroare |
| HR-II-a-A-12893                                                 | Ansamblul capelei romano-catolice „Inima lui Iisus”                                         | municipiul Odorheiu Secuiesc                                   | Str. Bazinului 2 46.28756°N 25.29104°E | sec. XIII - XVI                                                        | Alte imagini          | Raportează eroare |
| HR-II-m-A-12893.01                                              | Capela romano-catolică „Inima lui Iisus”                                                    | municipiul Odorheiu Secuiesc                                   | Str. Bazinului 2 | sec. XIII-XVI                                                          |                       | Raportează eroare |
| HR-II-m-A-12893.02                                              | Zid de incintă                                                                              | municipiul Odorheiu Secuiesc                                   | Str. Bazinului 2 | sec. XIII - XVI                                                        |                       | Raportează eroare |
| HR-II-m-B-12894                                                 | Casă (Szabó István)                                                                         | municipiul Odorheiu Secuiesc                                   | Str. Bethlen Gabor 16 | 1837                                                                   |                       | Raportează eroare |
| HR-II-m-B-12895                                                 | Biserica unitariană                                                                         | municipiul Odorheiu Secuiesc                                   | Str. Bethlen Gabor 50 46.30644°N 25.29879°E | 1904                                                                   |                       | Raportează eroare |
| HR-II-m-B-12896                                                 | Spitalul orășenesc                                                                          | municipiul Odorheiu Secuiesc                                   | Str. Bethlen Gabor 72 | 1886                                                                   |                       | Raportează eroare |
| HR-II-m-B-12897                                                 | Fostul gimnaziu catolic, azi Liceul Teoretic „Tamási Áron”                                  | municipiul Odorheiu Secuiesc                                   | Str. Budai Nagy Antal 32 46.30173°N 25.29559°E | 1912 Sándor Pápai (arhitect)                                           |                       | Raportează eroare |
| HR-II-a-A-12898 (RAN: 83142.16)                                 | Ansamblul bisericii romano-catolice „Sf. Nicolae”                                           | municipiul Odorheiu Secuiesc                                   | Str. Budai Nagy Antal 34-36 46.30203°N 25.29677°E | sec. XVII - XVIII                                                      | Alte imagini          | Raportează eroare |
| HR-II-m-A-12898.01                                              | Biserica romano-catolică                                                                    | municipiul Odorheiu Secuiesc                                   | Str. Budai Nagy Antal 34-36 | sec. XVII - XVIII                                                      |                       | Raportează eroare |
| HR-II-m-A-12898.02                                              | Casa parohială                                                                              | municipiul Odorheiu Secuiesc                                   | Str. Budai Nagy Antal 34-36 | sec. XVII - XVIII                                                      | Alte imagini          | Raportează eroare |
| HR-II-m-B-12899                                                 | Clădirea primei tipografii, azi unitate comercială                                          | municipiul Odorheiu Secuiesc                                   | Str. Kossuth Lajos 11 | sf. sec. XIX                                                           |                       | Raportează eroare |
| HR-II-m-B-12900                                                 | Fostul restaurant „București”, azi unitate comercială                                       | municipiul Odorheiu Secuiesc                                   | Str. Kossuth Lajos 20 | sf. sec. XIX                                                           |                       | Raportează eroare |
| HR-II-m-B-12901                                                 | Atelierul fotografic Kovács, cu vitrine originare                                           | municipiul Odorheiu Secuiesc                                   | Str. Kossuth Lajos 24 | 1873, înc.sec. XX                                                      |                       | Raportează eroare |
| HR-II-m-B-12902 (RAN: 83142.14)                                 | Școala de aplicație a liceului „Benedek Elek”, fosta grădiniță Maria Valeria                | municipiul Odorheiu Secuiesc                                   | Piața Márton Áron 1 | înc. sec. XVIII, transf. sec. XIX, 1910 - 1912                         |                       | Raportează eroare |
| HR-II-m-B-12904                                                 | Liceul reformat „Baczkamadarasi Kis Gergely”                                                | municipiul Odorheiu Secuiesc                                   | Piața Márton Áron 1+2 46.30261°N 25.2949°E | sf. sec. XIX,1910 - 1912                                               | Alte imagini          | Raportează eroare |
| HR-II-m-B-12905                                                 | Școala Normală „Benedek Elek”, corp A                                                       | municipiul Odorheiu Secuiesc                                   | Piața Márton Áron 2 | 1910 - 1912                                                            | Încarcă foto \| video | Raportează eroare |
| HR-II-m-B-12906                                                 | Școala Normală „Benedek Elek”, corp C                                                       | municipiul Odorheiu Secuiesc                                   | Piața Márton Áron 3 | 1870                                                                   | Încarcă foto \| video | Raportează eroare |
| HR-II-m-B-12903 (RAN: 83142.15)                                 | Biserica reformată                                                                          | municipiul Odorheiu Secuiesc                                   | Piața Márton Áron 11 46.30389°N 25.29469°E | 1781                                                                   | Alte imagini          | Raportează eroare |
| HR-II-m-B-12907                                                 | Vila Nyirö                                                                                  | municipiul Odorheiu Secuiesc                                   | Str. Nyirö Jozsef 5 | înc. sec. XX                                                           |                       | Raportează eroare |
| HR-II-m-B-12908                                                 | Casă                                                                                        | municipiul Odorheiu Secuiesc                                   | Str. Orbán Balázs 132 | sec. XIX                                                               | Încarcă foto \| video | Raportează eroare |
| HR-II-m-B-12909                                                 | Conacul Ugron                                                                               | municipiul Odorheiu Secuiesc                                   | Str. Orbán Balázs 154 46.31642°N 25.28192°E | 1858                                                                   |                       | Raportează eroare |
| HR-II-m-B-12910                                                 | Fostul sediu al comitatului Odorhei, azi primărie                                           | municipiul Odorheiu Secuiesc                                   | Piața Primăriei 5 46.30364°N 25.29529°E | 1896                                                                   | Alte imagini          | Raportează eroare |
| HR-II-m-B-12911                                                 | Casă                                                                                        | municipiul Odorheiu Secuiesc                                   | Piața Primăriei 12 | sec. XIX                                                               | Încarcă foto \| video | Raportează eroare |
| HR-II-m-B-12912                                                 | Casă de meșteșugar, cu prăvălie și atelier                                                  | municipiul Odorheiu Secuiesc                                   | Str. Szent Imre 25 | sec. XVIII                                                             | Alte imagini          | Raportează eroare |
| HR-II-m-B-12913                                                 | Casă de meșteșugar cu prăvălie la parter (Urogdi Anna)                                      | municipiul Odorheiu Secuiesc                                   | Str. Szent Imre 33 | sf. sec. XIX                                                           | Alte imagini          | Raportează eroare |
| HR-II-m-B-12914                                                 | Casă cu prăvălie și atelier                                                                 | municipiul Odorheiu Secuiesc                                   | Str. Szent Imre 39 | sec. XIX                                                               | Alte imagini          | Raportează eroare |
| HR-II-m-B-12915                                                 | Casă de meșteșugar, cu prăvălie la parter                                                   | municipiul Odorheiu Secuiesc                                   | Str. Szent Imre 41 | sec. XIX                                                               |                       | Raportează eroare |
| HR-II-a-B-12916 (RAN: 83142.12)                                 | Fosta Mănăstire franciscană, azi mănăstire a Ordinului Clariselor                           | municipiul Odorheiu Secuiesc                                   | Str. Tamási Áron 2 46.30428°N 25.29342°E | 1713 - 1779                                                            |                       | Raportează eroare |
| HR-II-m-B-12916.01                                              | Biserica „Sf. Apostoli Petru și Pavel” a fostei mănăstiri franciscane                       | municipiul Odorheiu Secuiesc                                   | Str. Tamási Áron 2 46.30428°N 25.29342°E | 1779                                                                   | Alte imagini          | Raportează eroare |
| HR-II-m-B-12916.02                                              | Claustru                                                                                    | municipiul Odorheiu Secuiesc                                   | Str. Tamási Áron 2 | 1713                                                                   |                       | Raportează eroare |
| HR-II-m-A-12917                                                 | Școală agricolă, azi Grupul școlar „Eotvos Jozsef”                                          | municipiul Odorheiu Secuiesc                                   | Str. Tompa László 12 | 1892                                                                   | Alte imagini          | Raportează eroare |
| HR-II-m-A-12918                                                 | Ruinele cetății Székely Támadt                                                              | municipiul Odorheiu Secuiesc                                   | Str. Tompa László 12 46.30559°N 25.29689°E | 1562                                                                   |                       | Raportează eroare |
| HR-II-m-B-12919                                                 | Stație de electrificare, azi birouri                                                        | municipiul Odorheiu Secuiesc                                   | Str. Uzinei 9 | 1904                                                                   |                       | Raportează eroare |
| HR-II-m-B-12920 (RAN: 85010.04)                                 | Biserica unitariană                                                                         | sat Orășeni; comuna Mărtiniș                                   | 144 A | 1783 - 1785                                                            |                       | Raportează eroare |
| HR-II-a-B-12921                                                 | Ansamblul bisericii reformate                                                               | sat Păltiniș; comuna Lupeni                                    | 16 | 1795                                                                   | Alte imagini          | Raportează eroare |
| HR-II-m-B-12921.01                                              | Biserica reformată                                                                          | sat Păltiniș; comuna Lupeni                                    | 16 | 1795                                                                   |                       | Raportează eroare |
| HR-II-m-B-12921.02                                              | Clopotniță de lemn                                                                          | sat Păltiniș; comuna Lupeni                                    | 16 | 1795                                                                   |                       | Raportează eroare |
| HR-II-m-B-12922                                                 | Poartă secuiască                                                                            | sat Păuleni-Ciuc; comuna Păuleni-Ciuc                          | 60 | 1875                                                                   | Încarcă foto \| video | Raportează eroare |
| HR-II-a-B-12923 (RAN: 85029.02)                                 | Ansamblul bisericii unitariene                                                              | sat Petreni; comuna Mărtiniș                                   | 81 | sec. XIV - XVIII                                                       | Încarcă foto \| video | Raportează eroare |
| HR-II-m-B-12923.01                                              | Biserica unitariană                                                                         | sat Petreni; comuna Mărtiniș                                   | 81 | sec. XIV - XVIII                                                       | Încarcă foto \| video | Raportează eroare |
| HR-II-m-B-12923.02                                              | Incinta fortificată (fragmente), cu turn-clopotniță                                         | sat Petreni; comuna Mărtiniș                                   | 81 | 1526 (turn), sec. XVIII                                                |                       | Raportează eroare |
| HR-II-a-A-12926                                                 | Ansamblul bisericii romano-catolice „Christos Rege”                                         | sat Plăieșii de Jos; comuna Plăieșii de Jos                    | 1 | sec. XIV - XX                                                          |                       | Raportează eroare |
| HR-II-m-A-12926.01                                              | Biserica romano-catolică „Christos Rege”, cu cripta                                         | sat Plăieșii de Jos; comuna Plăieșii de Jos                    | 1 | sec. XIV - XX                                                          |                       | Raportează eroare |
| HR-II-m-A-12926.02                                              | Zid de incintă                                                                              | sat Plăieșii de Jos; comuna Plăieșii de Jos                    | 1 | sec. XVIII                                                             |                       | Raportează eroare |
| HR-II-m-B-12927                                                 | Casă de lemn                                                                                | sat Plăieșii de Jos; comuna Plăieșii de Jos                    | 92 | sec. XIX                                                               | Încarcă foto \| video | Raportează eroare |
| HR-II-m-B-12928                                                 | Poartă de lemn                                                                              | sat Plăieșii de Jos; comuna Plăieșii de Jos                    | 327 | 1886                                                                   | Încarcă foto \| video | Raportează eroare |
| HR-II-a-A-12929 (RAN: 85216.03)                                 | Ansamblul bisericii reformate                                                               | sat Porumbenii Mari; comuna Porumbenii Mari                    | 202-203 46.2753°N 25.13221°E | sec. XIII-XIX                                                          | Alte imagini          | Raportează eroare |
| HR-II-m-A-12929.01 (RAN: 85216.03.01)                           | Biserica reformată                                                                          | sat Porumbenii Mari; comuna Porumbenii Mari                    | 202-203 46.27558°N 25.13368°E | sec. XIII-XIX                                                          | Încarcă foto \| video | Raportează eroare |
| HR-II-m-A-12929.02 (RAN: 85216.03.02)                           | Zid de incintă                                                                              | sat Porumbenii Mari; comuna Porumbenii Mari                    | 202-203 46.27558°N 25.13368°E | sec. XVII                                                              | Încarcă foto \| video | Raportează eroare |
| HR-II-m-B-12930                                                 | Casă de lemn, fosta casă parohială greco-catolică                                           | sat Porumbenii Mari; comuna Porumbenii Mari                    | 384 | sec. XX                                                                |                       | Raportează eroare |
| HR-II-a-A-12931                                                 | Ansamblul bisericii „Sf. Nicolae”                                                           | sat Porumbenii Mari; comuna Porumbeni                          | 412 | 1787                                                                   | Alte imagini          | Raportează eroare |
| HR-II-m-A-12931.01                                              | Biserica „Sf. Nicolae”                                                                      | sat Porumbenii Mari; comuna Porumbeni                          | 412 | 1787                                                                   | Alte imagini          | Raportează eroare |
| HR-II-m-A-12931.02                                              | Zid de incintă                                                                              | sat Porumbenii Mari; comuna Porumbeni                          | 412 | 1787                                                                   |                       | Raportează eroare |
| HR-II-m-B-12932                                                 | Clopotniță de lemn a bisericii romano-catolice                                              | sat Potiond; comuna Ciucsângeorgiu                             | La capătul nordic al satului, pe dâmbul Haranglab | sec. XIX                                                               | Încarcă foto \| video | Raportează eroare |
| HR-II-a-B-12934                                                 | Ansamblul bisericii reformate                                                               | sat Praid; comuna Praid                                        | 1036 | sec. XVIII - XX                                                        |                       | Raportează eroare |
| HR-II-m-B-12934.01                                              | Biserica reformată                                                                          | sat Praid; comuna Praid                                        | 1036 | 1790                                                                   | Alte imagini          | Raportează eroare |
| HR-II-m-B-12934.02                                              | Poartă de lemn                                                                              | sat Praid; comuna Praid                                        | 1036 | 1944                                                                   |                       | Raportează eroare |
| HR-II-m-B-12935 (RAN: 85350.08)                                 | Fosta cancelarie a minei de sare, azi dispensar medical                                     | sat Praid; comuna Praid                                        | Str. Republicii 382 | înc. sec. XIX                                                          |                       | Raportează eroare |
| HR-II-m-B-12936 (RAN: 85662.06)                                 | Capela romano-catolică „Sf. Filip și Iacob”                                                 | sat Racu; comuna Siculeni                                      | Pe dealul Bogáth, la cca. 2 km V de sat | sec. XVI - XVIII,1725                                                  | Încarcă foto \| video | Raportează eroare |
| HR-II-m-B-12937 (RAN: 85662.07)                                 | Conacul Cserei, cu poarta de piatră                                                         | sat Racu; comuna Racu                                          | 141 46.45067°N 25.75892°E | 1667, transformat 1935                                                 | Încarcă foto \| video | Raportează eroare |
| HR-II-a-A-12938                                                 | Ansamblul bisericii romano-catolice „Sf. Maria Mică”                                        | sat Racu; comuna Racu                                          | 168 A 46.45462°N 25.77255°E | sec. XIV - XVIII                                                       | Alte imagini          | Raportează eroare |
| HR-II-m-A-12938.01                                              | Biserica catolică „Sf. Maria Mică”                                                          | sat Racu; comuna Racu                                          | 168 A | sec. XIV - XVIII                                                       |                       | Raportează eroare |
| HR-II-m-A-12938.02                                              | Incinta fortificată, cu capela                                                              | sat Racu; comuna Racu                                          | 168 A | sec. XVII,1827                                                         | Încarcă foto \| video | Raportează eroare |
| HR-II-m-B-12939                                                 | Moară de apă și piuă                                                                        | sat Remetea; comuna Remetea                                    | Pe pârâul „eszenyõ”, în cartierul Ciutacu, la cca. 7 km de sat | 1875                                                                   | Încarcă foto \| video | Raportează eroare |
| HR-II-m-B-12940                                                 | Joagăr                                                                                      | sat Remetea; comuna Remetea                                    | 605 pe pârâul „eszenyõ” | sec. XIX                                                               | Încarcă foto \| video | Raportează eroare |
| HR-II-m-B-12941                                                 | Casa de lemn Nemes Ferenc                                                                   | sat Rugănești; comuna Simonești                                | 129 | sec. XIX                                                               | Încarcă foto \| video | Raportează eroare |
| HR-II-a-A-12942 (RAN: 86106.03)                                 | Ansamblul bisericii reformate                                                               | sat Rugănești; comuna Simonești                                | 175 46.30523°N 25.07305°E | sec. XIII-XIX                                                          |                       | Raportează eroare |
| HR-II-m-A-12942.01 (RAN: 86106.03.01)                           | Biserica reformată                                                                          | sat Rugănești; comuna Simonești                                | 175 46.30523°N 25.07305°E | sec. XIII-XV                                                           | Alte imagini          | Raportează eroare |
| HR-II-m-A-12942.02                                              | Zid de incintă                                                                              | sat Rugănești; comuna Șimonești                                | 175 | sec. XIX                                                               |                       | Raportează eroare |
| HR-II-m-B-12943 (RAN: 86106.16)                                 | Casă, fostul Muzeu Sătesc                                                                   | sat Rugănești; comuna Șimonești                                | 178 A, 179 | sec. XVIII                                                             |                       | Raportează eroare |
| HR-II-m-B-12945                                                 | Poartă de lemn                                                                              | sat Satu Mare; comuna Satu Mare                                | 129 | 1903                                                                   | Încarcă foto \| video | Raportează eroare |
| HR-II-m-B-12946                                                 | Poartă de lemn                                                                              | sat Satu Mare; comuna Satu Mare                                | 158 A | 1896                                                                   | Încarcă foto \| video | Raportează eroare |
| HR-II-m-B-12947                                                 | Poartă de lemn                                                                              | sat Satu Mare; comuna Satu Mare                                | 193 | 1875                                                                   | Încarcă foto \| video | Raportează eroare |
| HR-II-m-B-12948                                                 | Poartă de lemn                                                                              | sat Satu Mare; comuna Satu Mare                                | 210 | 1914                                                                   | Încarcă foto \| video | Raportează eroare |
| HR-II-m-B-12949                                                 | Poartă de lemn                                                                              | sat Satu Mare; comuna Satu Mare                                | 398 | 1896                                                                   | Încarcă foto \| video | Raportează eroare |
| HR-II-m-B-12950                                                 | Poartă de lemn                                                                              | sat Satu Mare; comuna Satu Mare                                | 399 | 1900                                                                   | Încarcă foto \| video | Raportează eroare |
| HR-II-m-B-12951                                                 | Poartă de lemn                                                                              | sat Satu Mare; comuna Satu Mare                                | 400 | 1879                                                                   | Încarcă foto \| video | Raportează eroare |
| HR-II-m-B-12952                                                 | Poartă de lemn                                                                              | sat Satu Mare; comuna Satu Mare                                | 401 | 1906                                                                   | Încarcă foto \| video | Raportează eroare |
| HR-II-m-B-12953                                                 | Poartă de lemn                                                                              | sat Satu Mare; comuna Satu Mare                                | 402 | 1903                                                                   | Încarcă foto \| video | Raportează eroare |
| HR-II-m-B-12954                                                 | Poartă de lemn                                                                              | sat Satu Mare; comuna Satu Mare                                | 423 | 1896                                                                   | Încarcă foto \| video | Raportează eroare |
| HR-II-a-B-12944                                                 | Porți secuiești                                                                             | sat Satu Mare; comuna Satu Mare                                | Str. Principală, de la nr. 187 – la 245 și de la nr. 398 – la 444 | sec. XIX                                                               | Încarcă foto \| video | Raportează eroare |
| HR-II-a-B-12955                                                 | Ansamblul bisericii reformate                                                               | sat Satu Mic; comuna Lupeni                                    | 31 | sec. XVII - XVIII                                                      | Alte imagini          | Raportează eroare |
| HR-II-m-B-12955.01                                              | Biserica reformată                                                                          | sat Satu Mic; comuna Lupeni                                    | 31 | 1620                                                                   |                       | Raportează eroare |
| HR-II-m-B-12955.02                                              | Clopotnița de lemn a bisericii reformate                                                    | sat Satu Mic; comuna Lupeni                                    | 31 | sec. XVIII                                                             |                       | Raportează eroare |
| HR-II-m-B-12956 (RAN: 85671.01)                                 | Biserica reformată                                                                          | sat Satu Nou; comuna Siculeni                                  | | 1801                                                                   | Încarcă foto \| video | Raportează eroare |
| HR-II-a-B-12957                                                 | Ansamblul bisericii unitariene                                                              | sat Satu Nou; comuna Ocland                                    | 49 | sf. sec. XVIII-înc. sec. XIX                                           | Alte imagini          | Raportează eroare |
| HR-II-m-B-12957.01                                              | Biserica unitariană                                                                         | sat Satu Nou; comuna Ocland                                    | 49 | 1798 - 1801                                                            |                       | Raportează eroare |
| HR-II-m-B-12957.02                                              | Zid de incintă                                                                              | sat Satu Nou; comuna Ocland                                    | 49 | 1827                                                                   |                       | Raportează eroare |
| HR-II-m-B-12958 (RAN: 85476.03)                                 | Turnul-copotniță al bisericii „Sf. Arhangheli”                                              | sat Săcel; comuna Săcel                                        | 38 | cca. 1770                                                              |                       | Raportează eroare |
| HR-II-a-A-12959                                                 | Ansamblul capelei romano-catolice „Ziua Domnului”                                           | sat Sâncrăieni; comuna Sâncrăieni                              | 515 | sec. XV - XVIII                                                        | Încarcă foto \| video | Raportează eroare |
| HR-II-m-A-12959.01                                              | Capela romano-catolică „Ziua Domnului”                                                      | sat Sâncrăieni; comuna Sâncrăieni                              | 515 | sec. XV - XVIII                                                        | Încarcă foto \| video | Raportează eroare |
| HR-II-m-A-12959.02                                              | Zid de incintă                                                                              | sat Sâncrăieni; comuna Sâncrăieni                              | 515 | sec. XV - XVIII                                                        | Încarcă foto \| video | Raportează eroare |
| HR-II-a-A-12960 (RAN: 85699.12)                                 | Ansamblul bisericii romano-catolice „Sf. Ștefan”                                            | sat Sâncrăieni; comuna Sâncrăieni                              | 572 | sec. XIV - XIX                                                         |                       | Raportează eroare |
| HR-II-m-A-12960.01 (RAN: 85699.12.01)                           | Biserica romano-catolică „Sf. Ștefan”                                                       | sat Sâncrăieni; comuna Sâncrăieni                              | 572 46.30682°N 25.84665°E | sec. XIV - XVIII                                                       | Încarcă foto \| video | Raportează eroare |
| HR-II-m-A-12960.02 (RAN: 85699.12.02)                           | Zid de incintă                                                                              | sat Sâncrăieni; comuna Sâncrăieni                              | 572 46.30682°N 25.84665°E | sec. XVII                                                              | Încarcă foto \| video | Raportează eroare |
| HR-II-m-A-12960.03                                              | Casă parohială                                                                              | sat Sâncrăieni; comuna Sâncrăieni                              | 572 | mijl. sec. XIX                                                         | Încarcă foto \| video | Raportează eroare |
| HR-II-m-A-12960.04                                              | Cruce de piatră                                                                             | sat Sâncrăieni; comuna Sâncrăieni                              | 572 | 1746                                                                   | Încarcă foto \| video | Raportează eroare |
| HR-II-m-B-12961                                                 | Poartă de lemn                                                                              | sat Sândominic; comuna Sândominic                              | Str. Alszeg 1700 | 1868                                                                   | Încarcă foto \| video | Raportează eroare |
| HR-II-m-B-12962 (RAN: 85779.04)                                 | Biserica de lemn „Sf. Arhangheli”                                                           | sat Sândominic; comuna Sândominic                              | Str. Temetõ 1267/ A 46.58277°N 25.79°E | 1787, înc. sec. XIX                                                    |                       | Raportează eroare |
| HR-II-a-A-12963                                                 | Ansamblul bisericii romano-catolice „Sf. Dominic”                                           | sat Sândominic; comuna Sândominic                              | Str. Templom 1647 46.58111°N 25.79111°E | sec. XIII-XIX                                                          |                       | Raportează eroare |
| HR-II-m-A-12963.01                                              | Biserica romano-catolică „Sf. Dominic”                                                      | sat Sândominic; comuna Sândominic                              | Str. Templom 1647 | sec. XIII-XIX                                                          | Alte imagini          | Raportează eroare |
| HR-II-m-A-12963.02                                              | Zid de incintă                                                                              | sat Sândominic; comuna Sândominic                              | Str. Templom 1647 | 1813                                                                   |                       | Raportează eroare |
| HR-II-a-B-12964                                                 | Ansamblul bisericii romano-catolice „Sf. Martin”                                            | sat Sânmartin; comuna Sânmartin                                | 33 46.26277°N 25.93388°E | 1750 - 1825                                                            | Alte imagini          | Raportează eroare |
| HR-II-m-B-12964.01                                              | Biserica romano-catolică „Sf. Martin”                                                       | sat Sânmartin; comuna Sânmartin                                | 33 | 1749,1802 - 1817                                                       |                       | Raportează eroare |
| HR-II-m-B-12964.02                                              | Zid de incintă                                                                              | sat Sânmartin; comuna Sânmartin                                | 33 | sec. XIX                                                               |                       | Raportează eroare |
| HR-II-m-B-12965 (RAN: 85797.18)                                 | Capela romano-catolică                                                                      | sat Sânmartin; comuna Sânmartin                                | 368-369 | 1564, modif. 1743                                                      |                       | Raportează eroare |
| HR-II-m-B-12967                                                 | Casă de lemn                                                                                | sat Sânsimion; comuna Sânsimion                                | 37 | sec. XIX                                                               | Încarcă foto \| video | Raportează eroare |
| HR-II-m-A-12968 (RAN: 85859.06)                                 | Conacul Endes Miklos, azi grădiniță                                                         | sat Sânsimion; comuna Sânsimion                                | 229 46.25397°N 25.88641°E | înc. sec. XIX                                                          | Încarcă foto \| video | Raportează eroare |
| HR-II-m-A-12969 (RAN: 85742.08)                                 | Capela romano-catolică „Sf. Margareta”                                                      | sat Sântimbru; comuna Sântimbru                                | La cca. 1,5 km sud de zona numită „Alszeg” | sec. XV - XVIII                                                        | Încarcă foto \| video | Raportează eroare |
| HR-II-m-B-12970 (RAN: 85742.07)                                 | Casa Henter                                                                                 | sat Sântimbru; comuna Sântimbru                                | zona Pálszeg | sec. XVIII                                                             | Încarcă foto \| video | Raportează eroare |
| HR-II-m-B-12971                                                 | Moară de apă și joagăr                                                                      | sat Sântimbru; comuna Sântimbru                                | 276 | 1878                                                                   | Încarcă foto \| video | Raportează eroare |
| HR-II-a-A-12972                                                 | Ansamblul bisericii romano-catolice „Sf. Rege Emeric”                                       | sat Sântimbru; comuna Sântimbru                                | 520 46.2817°N 25.8644°E | sec. XV - XVIII                                                        |                       | Raportează eroare |
| HR-II-m-A-12972.01                                              | Biserica romano-catolică „Sf. Rege Emeric”                                                  | sat Sântimbru; comuna Sântimbru                                | 520 | sec. XVI,1777                                                          |                       | Raportează eroare |
| HR-II-m-A-12972.02                                              | Zid de incintă                                                                              | sat Sântimbru; comuna Sântimbru                                | 520 | sec. XV                                                                | Încarcă foto \| video | Raportează eroare |
| HR-II-a-A-12973                                                 | Ansamblul conacului Henter                                                                  | sat Sântimbru; comuna Sântimbru                                | 545 46.27993°N 25.86678°E | sec. XVIII                                                             | Încarcă foto \| video | Raportează eroare |
| HR-II-m-A-12973.01                                              | Conacul Henter                                                                              | sat Sântimbru; comuna Sântimbru                                | 545 | sec. XVIII                                                             | Încarcă foto \| video | Raportează eroare |
| HR-II-m-A-12973.02                                              | Poartă de piatră                                                                            | sat Sântimbru; comuna Sântimbru                                | 545 | sec. XVIII                                                             | Încarcă foto \| video | Raportează eroare |
| HR-II-m-B-12974                                                 | Capela romano-catolică, din lemn                                                            | localitatea Secu; oraș Toplița                                 | f.n. | sec. XX                                                                | Încarcă foto \| video | Raportează eroare |
| HR-II-m-B-12975 (RAN: 85591.05)                                 | Biserica unitariană                                                                         | sat Secuieni; comuna Secuieni                                  | 31 46.26318°N 24.97722°E | 1812 - 1816                                                            | Alte imagini          | Raportează eroare |
| HR-II-m-B-12976                                                 | Casă de lemn (Vasile Puflea)                                                                | sat Secuieni; comuna Secuieni                                  | 234 | sec. XIX                                                               |                       | Raportează eroare |
| HR-II-m-B-12879                                                 | Poartă de lemn, sculptată                                                                   | sat Siculeni; comuna Siculeni                                  | 45 | sec. XIX                                                               | Încarcă foto \| video | Raportează eroare |
| HR-II-m-B-12977                                                 | Școala generală „Zöld Péter”                                                                | sat Siculeni; comuna Siculeni                                  | 225 | 1885                                                                   | Încarcă foto \| video | Raportează eroare |
| HR-II-m-B-12978                                                 | Moară de apă                                                                                | sat Sub Cetate; comuna Zetea                                   | 178 | 1854                                                                   | Încarcă foto \| video | Raportează eroare |
| HR-II-m-B-20314                                                 | Grajdul gospodăriei Vasile Cotfas                                                           | sat Subcetate; comuna Subcetate                                | 405 | înc. sec. XX                                                           | Încarcă foto \| video | Raportează eroare |
| HR-II-m-B-12980                                                 | Moară de apă                                                                                | sat Suseni; comuna Suseni                                      | 558 | 1875                                                                   | Încarcă foto \| video | Raportează eroare |
| HR-II-m-B-12981                                                 | Clopotnița de lemn a bisericii reformate                                                    | sat Șiclod; comuna Atid                                        | 242 | 1784                                                                   |                       | Raportează eroare |
| HR-II-m-B-12982 (RAN: 85993.09)                                 | Biserica unitariană, cu turnul-clopotniță                                                   | sat Șimonești; comuna Șimonești                                | 246 | 1808 - 1811,1818 (turn)                                                | Alte imagini          | Raportează eroare |
| HR-II-m-B-12983 (RAN: 85494.16)                                 | Biserica reformată                                                                          | sat Șoimușu Mic; comuna Săcel                                  | 34 | sec. XVII - XVIII                                                      |                       | Raportează eroare |
| HR-II-m-B-12984                                                 | Clopotnița de lemn a bisericii unitariene                                                   | sat Tărcești; comuna Șimonești                                 | 65 | 1734                                                                   | Alte imagini          | Raportează eroare |
| HR-II-m-B-12985 (RAN: 83826.01)                                 | Biserica reformată                                                                          | sat Tăureni; comuna Feliceni                                   | 103 | 1680, ref. 1814 și 1851                                                | Alte imagini          | Raportează eroare |
| HR-II-m-B-12986                                                 | Casa Sándor                                                                                 | sat Tomești; comuna Tomești                                    | 737 46.55761°N 25.78107°E | mijl. sec. XVII                                                        | Încarcă foto \| video | Raportează eroare |
| HR-II-m-B-12987 (RAN: 84139.11)                                 | Ruinele turnului bisericii medievale „Csonkatorony”                                         | sat Tomești; comuna Tomești                                    | Str. Ambrus vis-a-vis de nr. 551 | sec. XV                                                                |                       | Raportează eroare |
| HR-II-m-B-12988                                                 | Biserica ortodoxă „Sf. Arhangheli”                                                          | municipiul Toplița                                             | Str. Ștefan cel Mare 2 | 1867                                                                   |                       | Raportează eroare |
| HR-II-m-A-12989                                                 | Biserica de lemn a mănăstirii „Sf. Ilie” din Stânceni                                       | municipiul Toplița                                             | Str. Ștefan cel Mare 68-70 46.92979°N 25.34217°E | 1847,1910 strămutată din Stânceni în Toplița                           |                       | Raportează eroare |
| HR-II-m-A-12990 (RAN: 83641.04)                                 | Biserica de lemn a fostei mănăstiri „Pârâul Doamnei” - Moglănești                           | municipiul Toplița                                             | Str. Verii 19 | 1710, modif. sec. XIX                                                  |                       | Raportează eroare |
| HR-II-m-B-12993                                                 | Capela de lemn „Sf. Petru și Pavel”                                                         | sat Tulgheș; comuna Tulgheș                                    | În spatele parcelei de pe str. Rezu Mare nr. 97 | 1922                                                                   | Încarcă foto \| video | Raportează eroare |
| HR-II-m-B-12995 (RAN: 86142.02)                                 | Cuptor de var (Apostol Sabin)                                                               | sat Tulgheș; comuna Tulgheș                                    | Str. Valea Frumoasă, vis-à-vis de numărul 835 A | sec. XIX                                                               | Încarcă foto \| video | Raportează eroare |
| HR-II-m-B-12991                                                 | Moara de apă și joagărul Olar Gheorghe                                                      | sat Tulgheș; comuna Tulgheș                                    | Str. Putna 50 | 1875                                                                   | Încarcă foto \| video | Raportează eroare |
| HR-II-m-A-12992                                                 | Biserica de lemn „Sf. Arhangheli”                                                           | sat Tulgheș; comuna Tulgheș                                    | Str. Putna 239 46.96833°N 25.73055°E | 1828 Grigorie de la Târgu Pietrii (zugravi)                            | Alte imagini          | Raportează eroare |
| HR-II-a-B-20315                                                 | Gospodăria Viorel Hangan                                                                    | sat Tulgheș; comuna Tulgheș                                    | Rezu Mare 100 | înc. sec. XX                                                           | Încarcă foto \| video | Raportează eroare |
| HR-II-m-B-20315.01                                              | Casă                                                                                        | sat Tulgheș; comuna Tulgheș                                    | Rezu Mare 100 | înc. sec. XX                                                           | Încarcă foto \| video | Raportează eroare |
| HR-II-m-B-20315.02                                              | Șură                                                                                        | sat Tulgheș; comuna Tulgheș                                    | Rezu Mare 100 | înc. sec. XX                                                           | Încarcă foto \| video | Raportează eroare |
| HR-II-m-B-20315.03                                              | Șopron                                                                                      | sat Tulgheș; comuna Tulgheș                                    | Rezu Mare 100 | înc. sec. XX                                                           | Încarcă foto \| video | Raportează eroare |
| HR-II-m-B-12994                                                 | Casă de lemn (Aurel Crușitu)                                                                | sat Tulgheș; comuna Tulgheș                                    | Str. Valea Frumoasă 760 | sf. sec. XIX                                                           | Încarcă foto \| video | Raportează eroare |
| HR-II-m-B-12996 (RAN: 86124.03)                                 | Biserica unitariană                                                                         | sat Turdeni; comuna Șimonești                                  | 58 | 1819 - 1823                                                            | Alte imagini          | Raportează eroare |
| HR-II-m-B-12998 (RAN: 85500.04)                                 | Biserica de lemn „Sf. Gheorghe” și „Sf. Nicolae”                                            | sat Uilac; comuna Săcel                                        | 28 | 1784,1905 strămutată din Boiu, jud. Mureș în Uilac                     |                       | Raportează eroare |
| HR-II-m-B-12999 (RAN: 86231.02)                                 | Biserica reformată                                                                          | sat Ulieș; comuna Ulieș                                        | 109 bis | 1798                                                                   | Alte imagini          | Raportează eroare |
| HR-II-m-B-13000                                                 | Capela de lemn romano-catolică „Schimbarea la Față”                                         | sat Valea Rece; comuna Lunca de Jos                            | Lângă casa 1181, pe pârâul Jávárdi, în cimitir | sf. sec. XIX                                                           | Încarcă foto \| video | Raportează eroare |
| HR-II-m-B-13001                                                 | Capela de lemn romano-catolică „Sf. Anton”                                                  | sat Valea Rece; comuna Lunca de Jos                            | Pe pârâul Javardi, lângă casa 1330 | înc. sec. XX                                                           | Încarcă foto \| video | Raportează eroare |
| HR-II-a-B-13002                                                 | Gospodăria Csillag Péter                                                                    | sat Valea Rece; comuna Lunca de Jos                            | 1124 | sec. XIX                                                               | Încarcă foto \| video | Raportează eroare |
| HR-II-m-B-13002.01                                              | Casă de lemn                                                                                | sat Valea Rece; comuna Lunca de Jos                            | 1124 | sec. XIX                                                               | Încarcă foto \| video | Raportează eroare |
| HR-II-m-B-13002.02                                              | Moară de apă                                                                                | sat Valea Rece; comuna Lunca de Jos                            | 1124 | sec. XIX                                                               | Încarcă foto \| video | Raportează eroare |
| HR-II-m-B-13002.03                                              | Tocilărie                                                                                   | sat Valea Rece; comuna Lunca de Jos                            | 1124 | sec. XIX                                                               | Încarcă foto \| video | Raportează eroare |
| HR-II-a-B-13003                                                 | Gospodăria Focze Istvan                                                                     | sat Valea Rece; comuna Lunca de Jos                            | 822 | înc. sec. XX                                                           | Încarcă foto \| video | Raportează eroare |
| HR-II-m-B-13003.01                                              | Casă                                                                                        | sat Valea Rece; comuna Lunca de Jos                            | 822 | înc. sec. XX                                                           | Încarcă foto \| video | Raportează eroare |
| HR-II-m-B-13003.02                                              | Bucătăriedevară                                                                             | sat Valea Rece; comuna Lunca de Jos                            | 822 | înc. sec. XX                                                           | Încarcă foto \| video | Raportează eroare |
| HR-II-m-B-13003.03                                              | Șură                                                                                        | sat Valea Rece; comuna Lunca de Jos                            | 822 | înc. sec. XX                                                           | Încarcă foto \| video | Raportează eroare |
| HR-II-m-B-13004                                                 | Piua pentru cergi (Kicsi Káruly) Tankó Péter                                                | sat Valea Rece; comuna Lunca de Jos                            | 912 | înc. sec. XX                                                           | Încarcă foto \| video | Raportează eroare |
| HR-II-a-A-13005                                                 | Ansamblul bisericii romano-catolice „Sf. Ioan”                                              | sat Valea Strâmbă; comuna Suseni                               | 202 46.69397°N 25.5972°E | sec. XV - XVIII                                                        | Alte imagini          | Raportează eroare |
| HR-II-m-A-13005.01                                              | Biserica romano-catolică „Sf. Ioan”                                                         | sat Valea Strâmbă; comuna Suseni                               | 202 | sec. XV - XVIII                                                        |                       | Raportează eroare |
| HR-II-m-A-13005.02                                              | Zid de incintă                                                                              | sat Valea Strâmbă; comuna Suseni                               | 202 | sec. XV - XVIII                                                        | Încarcă foto \| video | Raportează eroare |
| HR-II-m-B-13006 (RAN: 83302.04)                                 | Biserica reformată                                                                          | sat Văleni; comuna Feliceni                                    | 50 | 1804                                                                   | Alte imagini          | Raportează eroare |
| HR-II-m-B-13007                                                 | Biserica „Adormirea Maicii Domnului”                                                        | sat Vidăcut; comuna Săcel                                      | 139 | 1868                                                                   |                       | Raportează eroare |
| HR-II-m-B-13008                                                 | Cuptoarele minei vechi                                                                      | oraș Vlăhița                                                   | Zona „Banyatelep” | înc. sec. XX                                                           | Încarcă foto \| video | Raportează eroare |
| HR-II-m-B-13009                                                 | Forja veche                                                                                 | oraș Vlăhița                                                   | Str. Spitalului 9 | cca. 1860                                                              | Încarcă foto \| video | Raportează eroare |
| HR-II-m-B-13012                                                 | Clopotnița de lemn a capelei romano-catolice                                                | sat Voșlăbeni; comuna Voșlăbeni                                | Vizavi de nr. 207 | 1880                                                                   | Alte imagini          | Raportează eroare |
| HR-II-m-B-13010                                                 | Biserica „Sfinții Arhangheli”                                                               | sat Voșlăbeni; comuna Voșlăbeni                                | 100 | 1864                                                                   | Alte imagini          | Raportează eroare |
| HR-II-m-B-13011                                                 | Joagărul familiei Bencze                                                                    | sat Voșlăbeni; comuna Voșlăbeni                                | 205 A | 1860                                                                   | Încarcă foto \| video | Raportează eroare |
| HR-II-m-B-13013                                                 | Casa și poarta de lemn Csiki Zsigmond-ne                                                    | sat Zetea; comuna Zetea                                        | 296 | 1850                                                                   | Încarcă foto \| video | Raportează eroare |
| HR-III-m-B-13014                                                | Statuia ostașului rănit                                                                     | sat Armășeni; comuna Ciucsângeorgiu                            | 460 | cca. 1940                                                              | Încarcă foto \| video | Raportează eroare |
| HR-III-m-B-13015                                                | Statuia „Sf. Ana”                                                                           | sat Cârța; comuna Cârța                                        | Vis-a-vis de nr. 248, pe dâmbul pe care se află biserica romano-catolică | sec. XVIII                                                             | Încarcă foto \| video | Raportează eroare |
| HR-III-m-B-13016                                                | Monument comemorativ al luptătorilor de la 1848-1849                                        | sat Cozmeni; comuna Cozmeni                                    | Pasul „Nyerges” - pe drumul național DN11B, între Cozmeni și Casinu Nou | 1896                                                                   | Încarcă foto \| video | Raportează eroare |
| HR-III-m-B-13017                                                | Monument comemorativ al eroilor căzuți în primul război mondial                             | sat Racu; comuna Racu                                          | 168 A | 1940                                                                   | Încarcă foto \| video | Raportează eroare |
| HR-IV-m-B-13018                                                 | Casa memorială Nagy Imre                                                                    | municipiul Miercurea Ciuc                                      | Str. Jigodin 2 | sec. XIX                                                               | Încarcă foto \| video | Raportează eroare |
| HR-IV-m-A-12745.04                                              | Cruce de piatră                                                                             | municipiul Miercurea Ciuc                                      | Str. Szék 148, lângă biserică | 1767                                                                   | Încarcă foto \| video | Raportează eroare |
| HR-IV-m-A-12775.03                                              | Cimitirul bisericii romano-catolice „Sf. Simion și Iuda”                                    | sat Cetățuia; comuna Sânsimion                                 | 3 | sec. XVIII - XIX                                                       | Încarcă foto \| video | Raportează eroare |
| HR-IV-m-A-12775.04                                              | Cruce de piatră                                                                             | sat Cetățuia; comuna Sânsimion                                 | 3 | 1707                                                                   | Încarcă foto \| video | Raportează eroare |
| HR-IV-m-B-13019                                                 | Cruce de piatră                                                                             | sat Cozmeni; comuna Cozmeni                                    | În fața casei nr. 133 | 1710                                                                   | Încarcă foto \| video | Raportează eroare |
| HR-IV-m-A-12814.03                                              | Cruce de piatră                                                                             | sat Delnița; comuna Păuleni-Ciuc                               | 206 A | 1780                                                                   | Încarcă foto \| video | Raportează eroare |
| HR-IV-m-B-13021                                                 | Monument comemorativ în amintirea luptelor cu tătarii din 1657                              | sat Lăzarea; comuna Lăzarea                                    | „Dâmbul Tătarilor”, lângă drumul național DN12, la cca. 2 km de capătul NV al satului | 1908                                                                   | Încarcă foto \| video | Raportează eroare |
| HR-IV-m-A-12853.03                                              | Monumentul funerar al lui Ioannes Kájoni                                                    | sat Lăzarea; comuna Lăzarea                                    | 549 | sec. XVII                                                              | Încarcă foto \| video | Raportează eroare |
| HR-IV-m-A-12857.03                                              | Cruce de piatră                                                                             | sat Leliceni; comuna Leliceni                                  | 37 | 1746                                                                   | Încarcă foto \| video | Raportează eroare |
| HR-IV-m-B-13022                                                 | Casa memorială a scriitorului Tamási Áron                                                   | sat Lupeni; comuna Lupeni                                      | 237 | sec. XIX                                                               | Alte imagini          | Raportează eroare |
| HR-IV-m-B-13023                                                 | Monumentul lui Támasi Aron                                                                  | sat Lupeni; comuna Lupeni                                      | 597 |                                                                        | Alte imagini          | Raportează eroare |
| HR-IV-m-B-13024                                                 | Monumentul funerar al istoricului Orbán Balázs                                              | municipiul Odorheiu Secuiesc                                   | Str. Orban Balazs | 1950 - 1975                                                            | Încarcă foto \| video | Raportează eroare |
| HR-IV-m-B-13025                                                 | Casa memorială Tompa Lászlo                                                                 | municipiul Odorheiu Secuiesc                                   | Str. Tompa László 14 | cca. 1900                                                              |                       | Raportează eroare |
| HR-IV-m-B-13026                                                 | Crucea de piatră în amintirea epidemiei de ciumă de la 1717                                 | sat Sântimbru; comuna Sântimbru                                | La intrarea în cimitir | 1717                                                                   | Încarcă foto \| video | Raportează eroare |
| HR-IV-m-B-13027                                                 | Coloana Siculicidium                                                                        | sat Siculeni; comuna Siculeni                                  | 43, Pe drumul național | 1899                                                                   | Încarcă foto \| video | Raportează eroare |
| HR-IV-m-B-13028                                                 | Crucea de piatră în amintirea epidemiei de ciumă                                            | sat Tușnad; comuna Tușnad                                      | La 100 m SV de sat, pe drumul național | 1743                                                                   | Încarcă foto \| video | Raportează eroare |
| HR-IV-m-B-20316                                                 | Poartă de lemn                                                                              | sat Zetea; comuna Zetea                                        | Str. Principală 169 | sec. XIX                                                               | Încarcă foto \| video | Raportează eroare |